# 皇室用客車
皇室用客車（こうしつようきゃくしゃ）とは、日本の皇族が鉄道で旅行をする時に使用する皇室専用の鉄道車両（客車）のことである。皇室用客車には、皇族が乗車する御料車（ごりょうしゃ）、随伴員が乗車する供奉車（ぐぶしゃ）、天皇、皇后の霊柩を輸送する霊柩車（れいきゅうしゃ）およびご神体である賢所を輸送するための賢所乗御車（かしこどころじょうぎょしゃ）の4種がある。
お召し列車を運行する際には、入念な事前整備を施した上で用いられる。

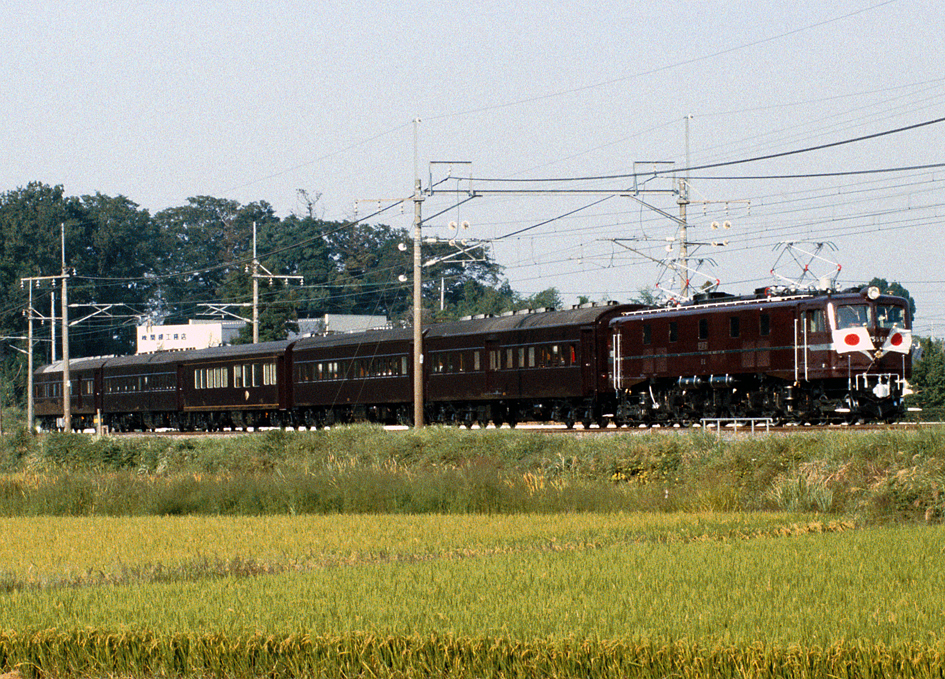
お召し専用機EF58 61が牽引する御料車1号編成（1984年）

## 御料車
御料車は、歴代の皇族が乗る車両で、「御料」とは、高貴な人の所有物・利用物の意である。
御料車は、その時代における最高の車両製造技術と工芸美術の粋を結集して製造されており、工芸品としても貴重なものである。また、明治・大正期の一般用客車がほとんど残存していないため、当時の車両製造技術を今に伝えるものとして、鉄道技術史の面でも貴重な資料である。
御料車に番号が付与されたのは、1911年（明治44年）の鉄道院の車両称号規程制定時で、それまでは、単に玉車（ぎょくしゃ）、鳳車（ほうしゃ）と呼ばれていた。この規程により6両が御料車として番号を付与されたが、それ以後12両が製造あるいは入籍されており、計18両の御料車が存在したことになる。しかしそれ以前に、1872年（明治5年）の鉄道開業式で明治天皇の御乗用に供された客車など、番号を付与されなかった複数の御料車、あるいは貴賓車が存在していたのは確実であるが、その詳細はよくわかっていない。
かつては、天皇用とは別に皇后用など複数の御料車が使用されていたこともあったが、1号御料車（3代）の落成後は、同車がもっぱら使用された。しかし、2007年（平成19年）にE655系電車が代替車として落成したことにより、使用可能な御料客車は存在しない。1号の他にも、2号（2代）、3号（3代。旧1号（2代））、及び14号が、御料車として2025年現在も東日本旅客鉄道（JR東日本）に車籍を有するが、全く使用されておらず、検査が行われていないため、いずれも予備車としても使用できる状態にない。
これらの御料車はかつて、JR東日本の東京総合車両センター（旧・大井工場）内の御料車庫において保管されていた。2023年、周辺再開発に伴い御料車庫の解体が始まる前に保管車両は移動したが、保安上の理由から新たな保管場所は公表されていない。
この他に、電車であるクロ157-1やE655-1も同様の用途に供される車両であるが、過去に私鉄に存在した同等の車両、もしくは外国の同種の車両と同様に、貴賓車（きひんしゃ）または特別車両という呼称が用いられる。
日本国有鉄道（国鉄）時代は全国で1号御料車の運転が見られたが、1987年（昭和62年）の国鉄分割民営化後は、皇室用客車がJR東日本に継承されたこともあって、ほぼJR東日本管内での運転に限られている。

### 番号付与以前

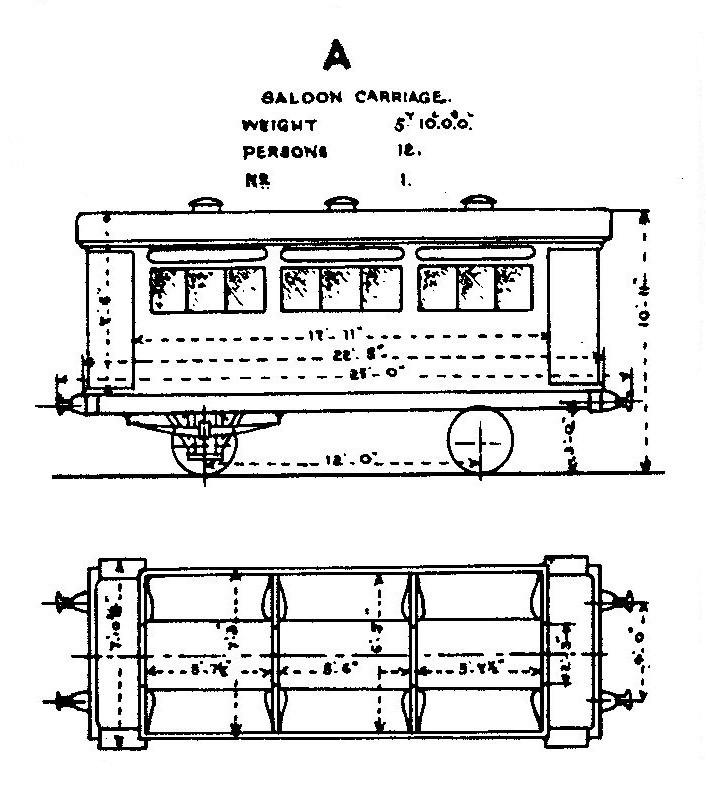
形式Aの形式図

1872年（明治5年）の京浜間鉄道開業式で明治天皇の御乗用となったのは、鉄道開業時にイギリスから輸入された上等車10両のうちのサロン車と称される「形式A」と推定されている。この客車は、全長25ft、車体長22ft5in、自重約5tで、車内は3室に分かれている。この車両は、新御料車（形式D）の製造にともなって御料車の任を解かれて皇后および皇太后用のお召し車としても使用できる御料車の予備車的存在となり、後に英照皇太后の霊柩車として改造されている。
1893年（明治26年）にまとめられた形式図集「明治26年略図」には、上記の形式Aの外に、形式Dおよび形式AJの2両の「サロン車」が掲載されている。形式Aおよび形式Dは新橋所属、形式AJは神戸の所属で、形式AJは後に1号御料車となった車両である。形式Dの正確な製造時期を知る資料は見当たらないが、1889年（明治22年）10月の文書に、形式Dの製作指示が推測される文言が残っている。この車両は1890年（明治23年）に完成して明治天皇の京都行幸用に使用されており、長距離の移動に備えて厠が設置された。構造的には形式AJとほぼ同一で、御座所を車体中央部に、その前後に侍従室、女官室が設けられており、形式AJのような大型の側面窓は設けられていない。
1880年（明治13年）11月に官営幌内鉄道の手宮 - 幌内間が全通、翌1881年（明治14年）8月に明治天皇が北海道へ行幸した際、8月30日にお召列車が運転された。このときに御料車となったのは、1880年にアメリカのハーラン・アンド・ホリングスワース社で製造された「開拓使号」で、同時に導入された8両中最上級の客車であった。同車は1961年（昭和36年）に鉄道記念物に指定され、交通博物館に保存された。交通博物館閉館後は、2007年（平成19年）10月14日にさいたま市大宮区に開館した鉄道博物館で展示されている。

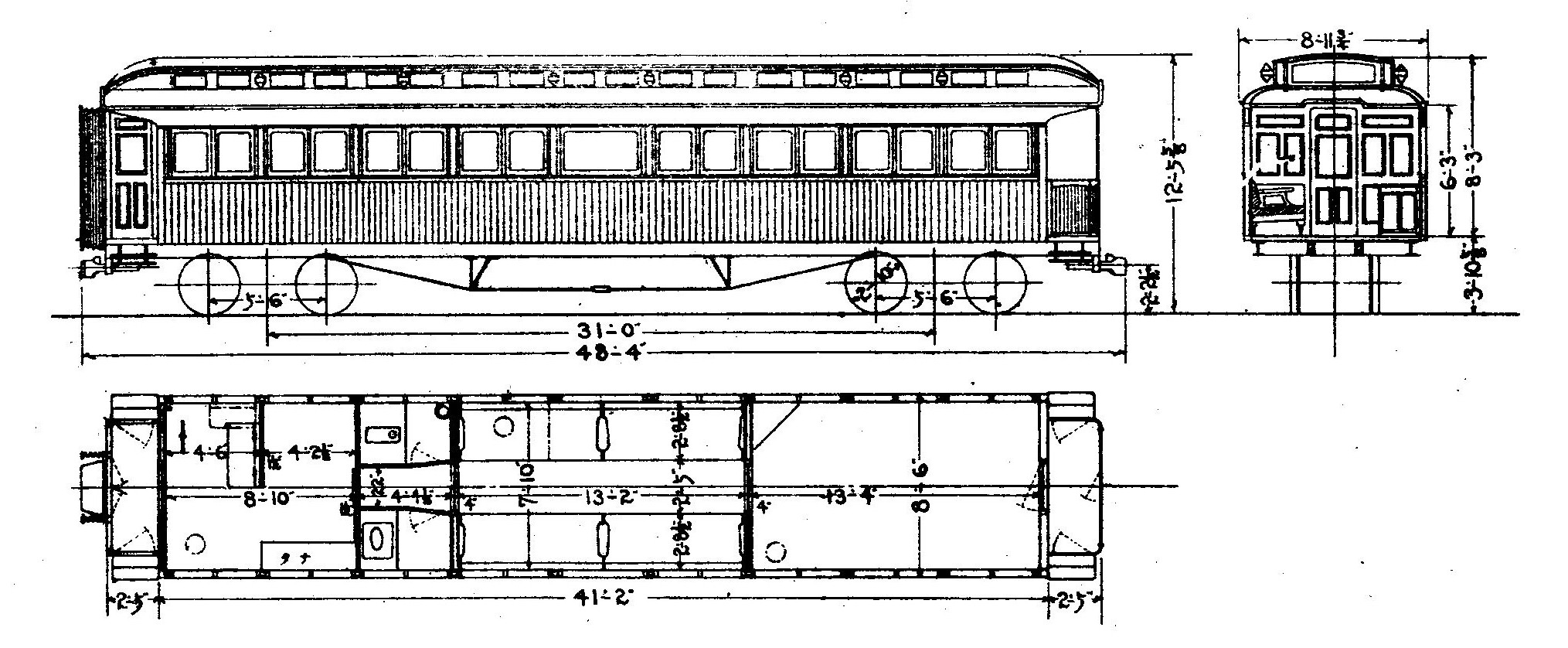
ホヤ5015の形式図

1911年（明治44年）8月、皇太子（当時。後の大正天皇）が北海道へ行啓することとなり、同年3月、札幌工場で御乗用客車が製造された。この客車は後年ホトク5015となったものであるが、当時の写真によれば、同車には記号番号とも標記されておらず、実質的には御料車として扱われていたようである。全長は14,732mm、幅は2,737mm、高さは3,842mm、屋根は、全長にわたってモニター屋根、定員は21人であった。車体中央に御座所が設けられており、両側には供奉員室が設けられている。御座所の床は絨毯敷きで、大椅子1個、肘掛椅子2個、テーブル1脚が置かれていた。供奉員室は、長手椅子で肘掛が設けられていた。この「御料車」が皇族の御乗用とされたのはこの1度きりで、その後一般用の特別車に転用された際に、形式番号が与えられたものと推定される。同車は1917年（大正6年）に苗穂工場で職用車に改造されホヤ5015となったが、1928年（昭和3年）の形式称号規程改正ではコヤ6610とされ、1951年（昭和26年）12月まで在籍した。

### 1号御料車（初代）

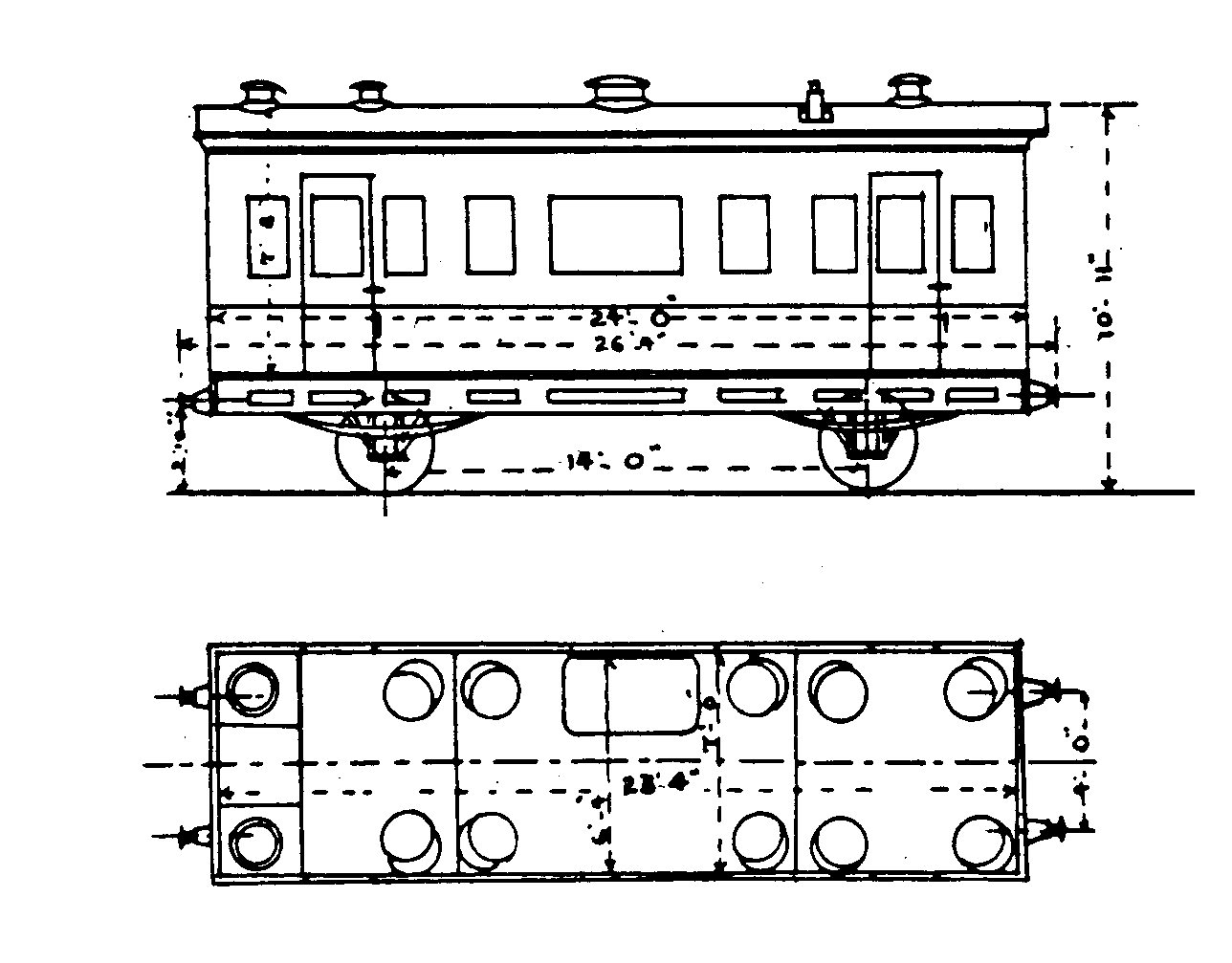
1号御料車（初代）の形式図

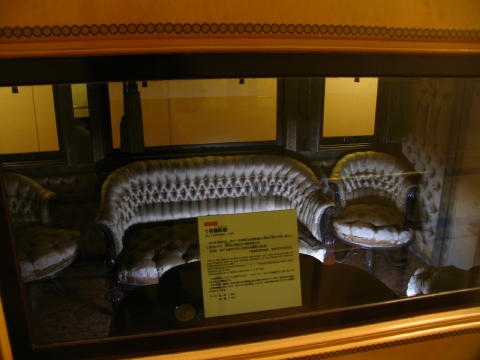
1号御料車（初代）内部。交通博物館

1号御料車は、京阪間鉄道の開業式に備えて、1876年（明治9年）に当時の汽車監察方ウォルター・スミスの指導のもと、工部省鉄道寮神戸工場で新製された。製造当時は「形式AJ」と称していたが、1911年に改称されたものである。
木造アーチ屋根の2軸車で、全長は7.34m、幅は2.16mである。側板は1枚張りのペンキ塗りで、中央部に菊の御紋章、その周囲に竜の模様を金粉で描いてある。
御座所は、当時の美術工芸の粋を尽くした造りで、長さは3.18m、中央部に玉座として用いられたソファが置かれ、四隅に小型円形の椅子が置かれている。ソファと反対側の窓辺には、テーブルが備えられている。なおソファが横を向いているのは、行幸の際の展望のためという理由のほか、車両の幅が狭いために横向きの方が空間を広く使えるという理由に基づく。
御座所の両側には、次室（侍従のいる部屋）が設けられており、そこに出入口が設けられている。御厠（トイレ）は車端部に設けられ、和式で漆塗りの便器が備えられている。
2軸車である上に技術の発達していない時代の製作であることもあって、防震には非常に苦労をしたようである。車体の土台、根太、台枠には防震ゴムが取り付けられており、車輪の輪心も木製である。ブレーキは、作動時の騒音を排除するため、貫通管が引き通されているだけでブレーキ装置は取り付けられていない。
車体には天皇の意（「停止」「徐行」「適度」）を機関士に伝える「運転制禦装置」が取り付けられた。1888年（明治21年）11月の演習親閲のための浦和行幸の帰りに、風雨のなか停車場脇で行われた埼玉県尋常師範学校生徒による兵式体操と障害物競走を上覧するために、実際にこの装置を使ってお召列車を停止させたことが記録されている。
本車は1898年（明治31年）に3号御料車（初代）が落成するまで使用され、以後はボギー車の入ることのできない地方線区用に使用されたものと思われる。
1913年（大正2年）に廃車となり、大井工場に保管されたが、1936年（昭和11年）に鉄道博物館（のちの交通博物館）に移され展示された。1958年（昭和33年）に鉄道記念物に指定され、2003年（平成15年）には国の重要文化財に指定された。交通博物館閉館後は、さいたま市の鉄道博物館に移され、展示されている。

### 2号御料車（初代）

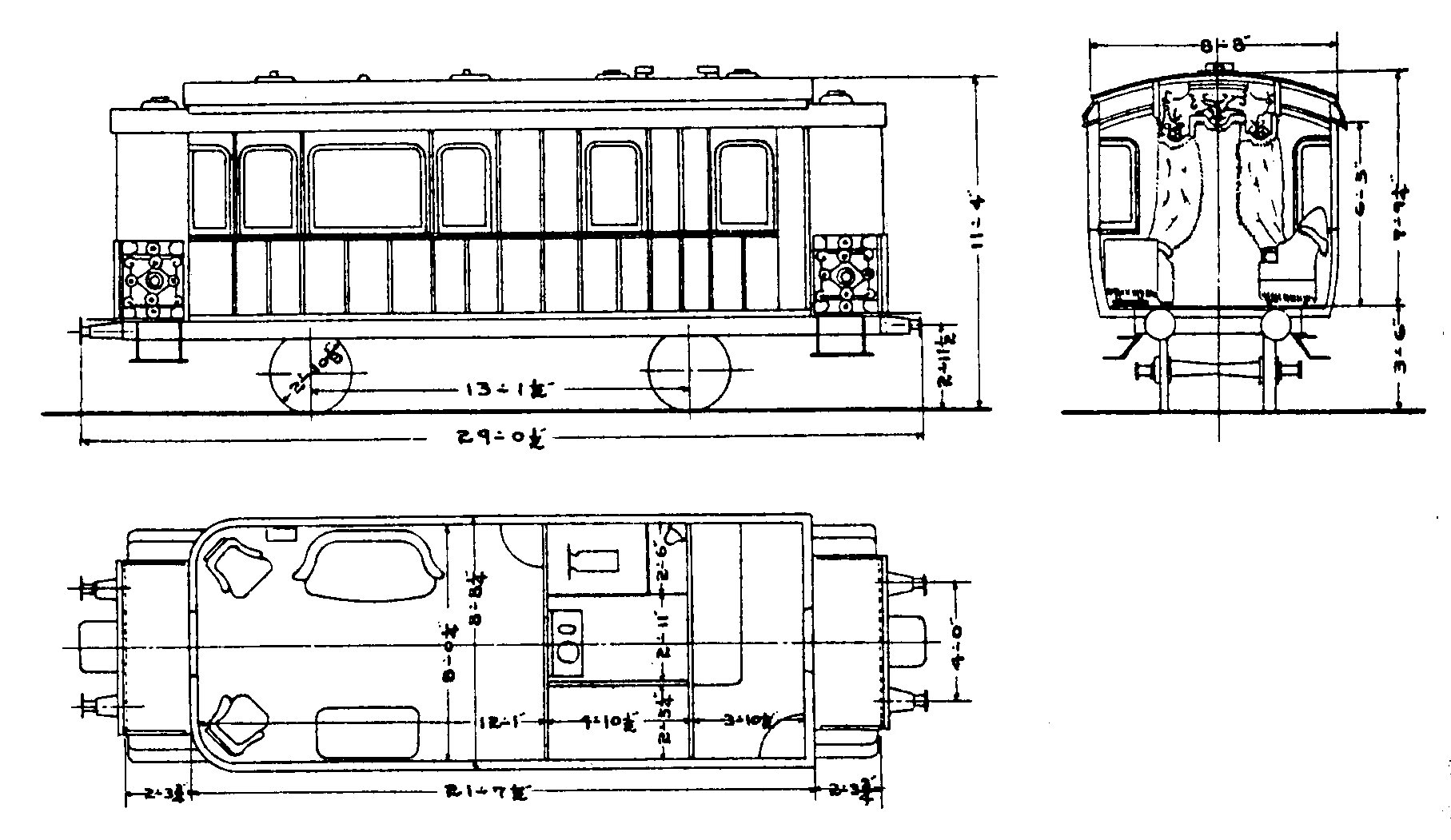
2号御料車（初代）の形式図

2号御料車は､九州鉄道(初代)が1901年(明治34年)にドイツのファン・デル・チーペン社に発注し、自社の小倉製作所で組み立てたものである。
翌1902年(明治35年)11月の陸軍軍事演習の際明治天皇の御乗用として整備されたものである。
木造の2軸車で、全長は8.19m、幅は2.54mで、1号御料車よりもやや大型である。前後に開放式の出入り台を設けており、外板は短冊張りであるが、下部がすぼまった太鼓型となっている。
室配置は、御座所、厠、次室に分かれており、御座所の長さは3.67mで、腰部は褐色のビロード張り、窓回りと扉はチーク材で木目を活かした漆塗りとなっている。御座所には幅1.26mの大型窓ガラスが取り付けられており、出入り台に面する妻面には、当時としては珍しい曲面ガラスが使用されている。
本車は、1907年（明治40年）7月1日に鉄道国有法により買収・国有化された後、1913年に廃車となった。1923年（大正12年）に九州から東京に送られて大井工場の御料車庫に保管されたが、1号御料車と同時に鉄道博物館（のちの交通博物館）に移され展示された。1963年（昭和38年）に鉄道記念物に指定されている。交通博物館閉館後は、さいたま市の鉄道博物館に移され、展示されている。

### 3号御料車（初代）→13号御料車

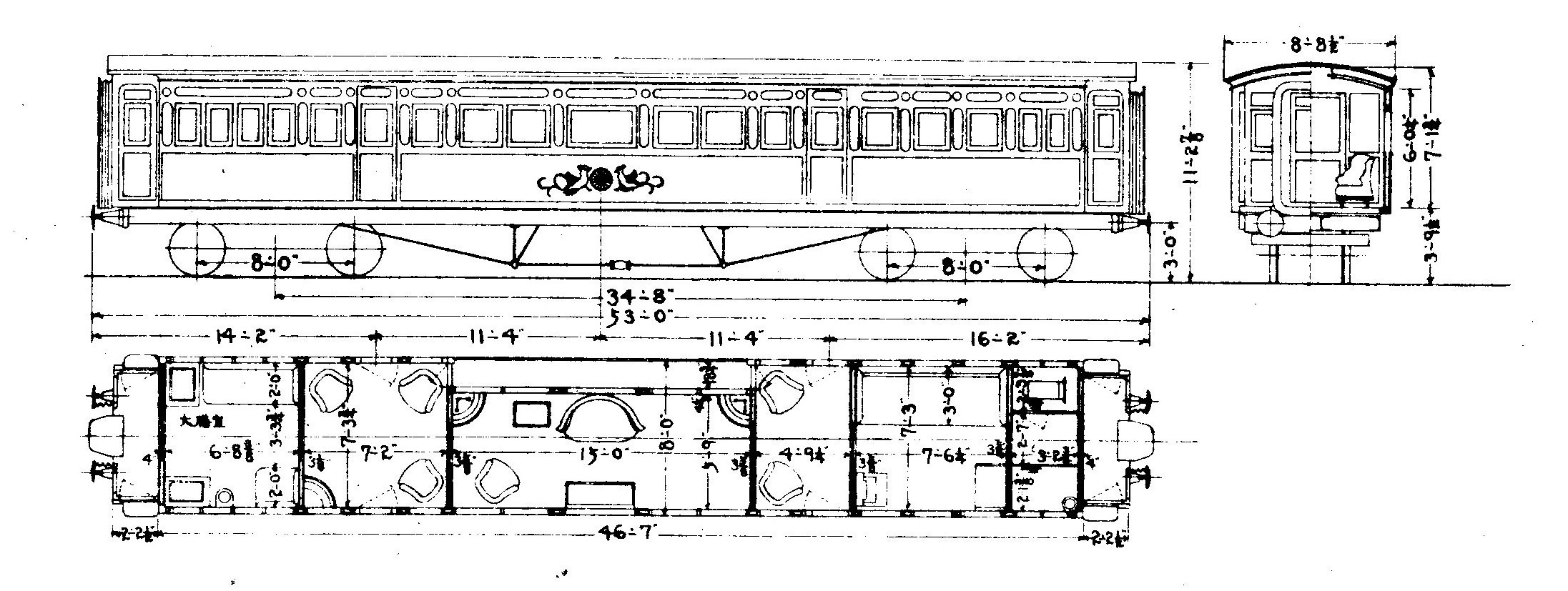
3号御料車の形式図

3号御料車は、1898年（明治31年）に明治天皇の御乗用として鉄道作業局の新橋工場で製造されたもので、御料車としては初のボギー車である。
全長は16.129m、車体長15.544m、最大幅は2.654m、車体幅は2.438mの木製車で、当初は開放式の出入り台を有したが、大正時代に密閉式に改造された。屋根構造は、二重屋根である。
室内は、大膳室（調理室）、大臣扈従室、御座所、大臣扈従室、御寝室、厠に別れている。御座所は、長さ4.752m、幅は1.753mで、御座所横には大臣扈従室同士をつなぐ開放式の側廊下があって、青銅製の手すりが設けられており、外観上の特徴になっている。
1910年（明治43年）に6号御料車が落成するまで明治天皇の御乗用車として使用され、1922年（大正11年）7月には摂政宮（昭和天皇）の北海道御巡幸の際のお召し列車にも使用された。
1926年（大正15年）12月25日、大正天皇が葉山御用邸において崩御した際に、本車は霊柩車に改造され、12月27日の東京への御還幸用列車（逗子 - 原宿間）に使用された。その後、1929年（昭和4年）5月に一度は廃車となったが、1951年（昭和26年）の貞明皇后の崩御の際にも原宿 - 東浅川間で霊柩車として使用され、復籍のうえ13号御料車と改称された。
製造時の外板塗色は暗紅色であったが、大正天皇の霊柩車としての使用時に黒色となった。東京総合車両センターの御料車庫に保存されていたが、御料車庫解体後の行方は不明。

### 4号御料車

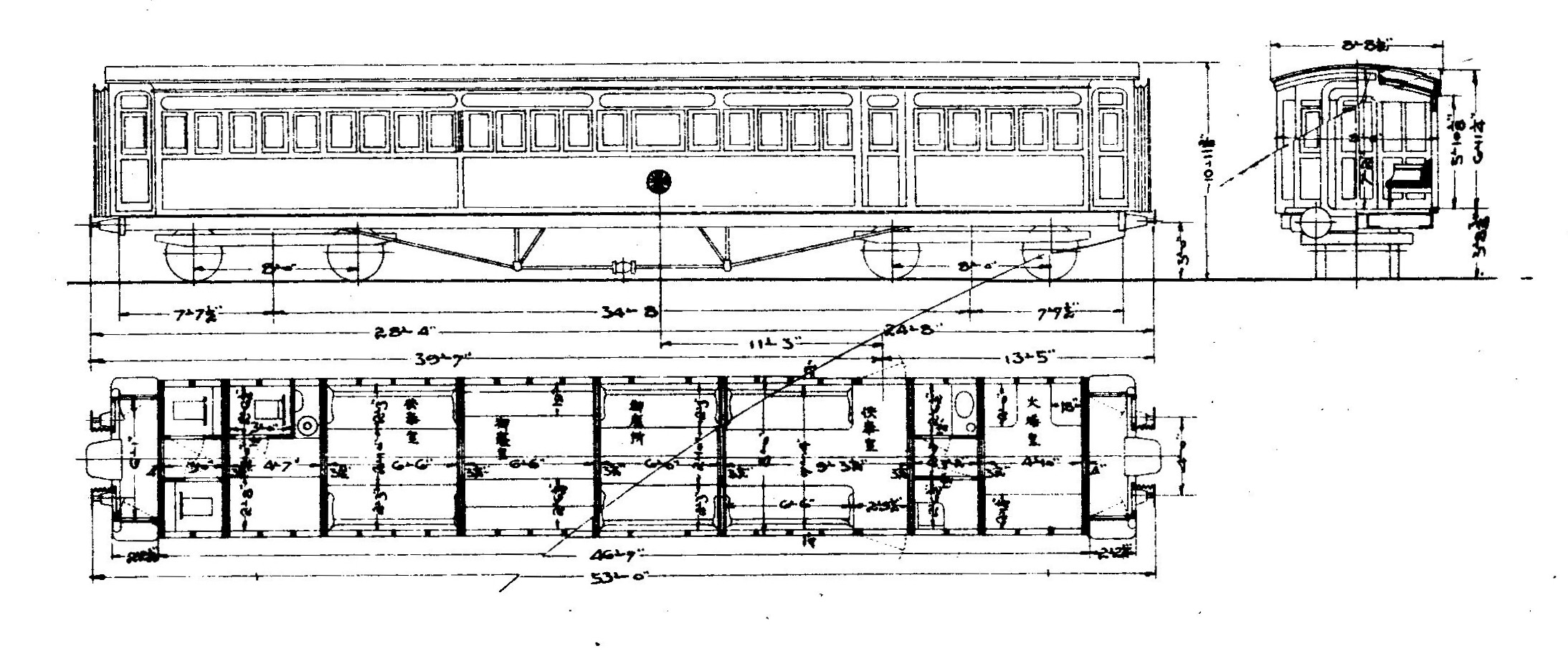
4号御料車の形式図

4号御料車は、皇太子（大正天皇）及び同妃（貞明皇后）の御乗用として1900年（明治33年）4月、鉄道作業局新橋工場で製造された。二重屋根の木製ボギー車で、前後端に開放式の出入り台があったが、大正時代に密閉式に改造され、台車も明治44年度標準型に交換された。全長は16.129m、幅は2.654m、高さは3.337m、自重は19.13t（改造後は20.37t）である。ブレーキ装置は前位側のみに設けられており、後位側には設けられていない。これは、後位台車用のブレーキシリンダが寝室の下部に位置することとなるため、騒音の発生を防止するためである。
室内設備は、皇太子・皇太子妃が同乗することを前提として、2人分が備えられている。内部は8室に分かれており、御座所を中央に寝室、女官室・化粧室、妃用の厠、女官用のトイレとなっており、反対側は供奉常待官室、厠、供進所（調理室）となっている。御座所の椅子はソファではなく、長手椅子が向かい合っている形態である。
外板は、製造当初はペンキ塗りであったが、大正時代の改造時に深紅色の漆塗りとなった。
本車は大正となってからも、皇太子（当時。後の昭和天皇）の御料車として1924年（大正13年）に12号御料車が製造されるまで使用されたが、1930年（昭和5年）12月に廃車となり、翌年1月に解体された。

### 5号御料車

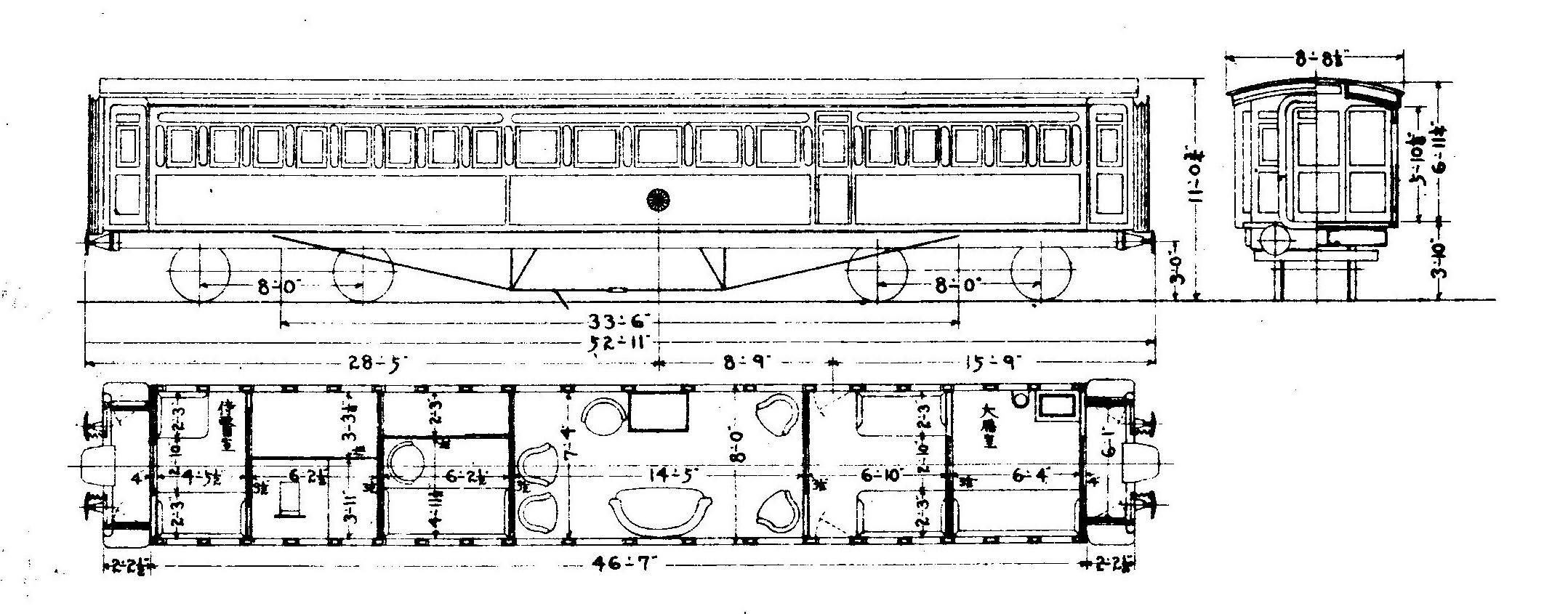
5号御料車の形式図

5号御料車は、皇后（昭憲皇太后）の御乗用として1902年（明治35年）3月、鉄道作業局新橋工場で製造された。計画自体は、3号御料車（初代）と同時に行われたものであるが、着工が3号御料車の完成後となったため、完成が遅れたものである。
二重屋根の木造車で、全長は16.129m、最大幅は2.654m、高さは3.337m、自重は19.13t（改造後は21.94t）で、3号御料車、4号御料車と同じである。1912年（明治45年）の形式図によれば、本車は軸距4ft9inの3軸ボギー台車を装着しているが、大正時代に出入り台を開放式から密閉式に改造した際に、現在装着している2軸ボギー台車（明治45年度基本型）に交換したものと思われる。騒音防止のため本車にはブレーキ装置は装備されていないが、3軸ボギー時代の形式図には「真空ブレーキ」と記されている。
車内は、前位から大膳室（調理室）、女官室、御座所、寝室、厠、供奉員室に分かれ、女官室の両側に皇后が乗降するための扉がある。御座所は車体の中央部に配置され、内装は欅材で、天井は桐柾板で構成されている。中央部には、玉座用として桑材彫刻の大型ソファが置かれている。
外板は、製造当初は深紅色のペンキ塗りであったが、1915年（大正4年） - 1916年（大正5年）頃に同色の漆塗りに改められている。
1916年に8号御料車が完成すると休車となり、大井工場の御料車庫に保管されていたが、1959年（昭和34年）10月には、鉄道記念物（第7号）に指定された。1966年（昭和41年）に大井工場で外装のみ再塗装し（塗料は、漆ではなくカシウが使われた）、6号御料車とともに愛知県犬山市に開設された博物館明治村に移され、同年7月から同村内に移築された「鉄道局新橋工場」内で一般公開されている。

### 6号御料車

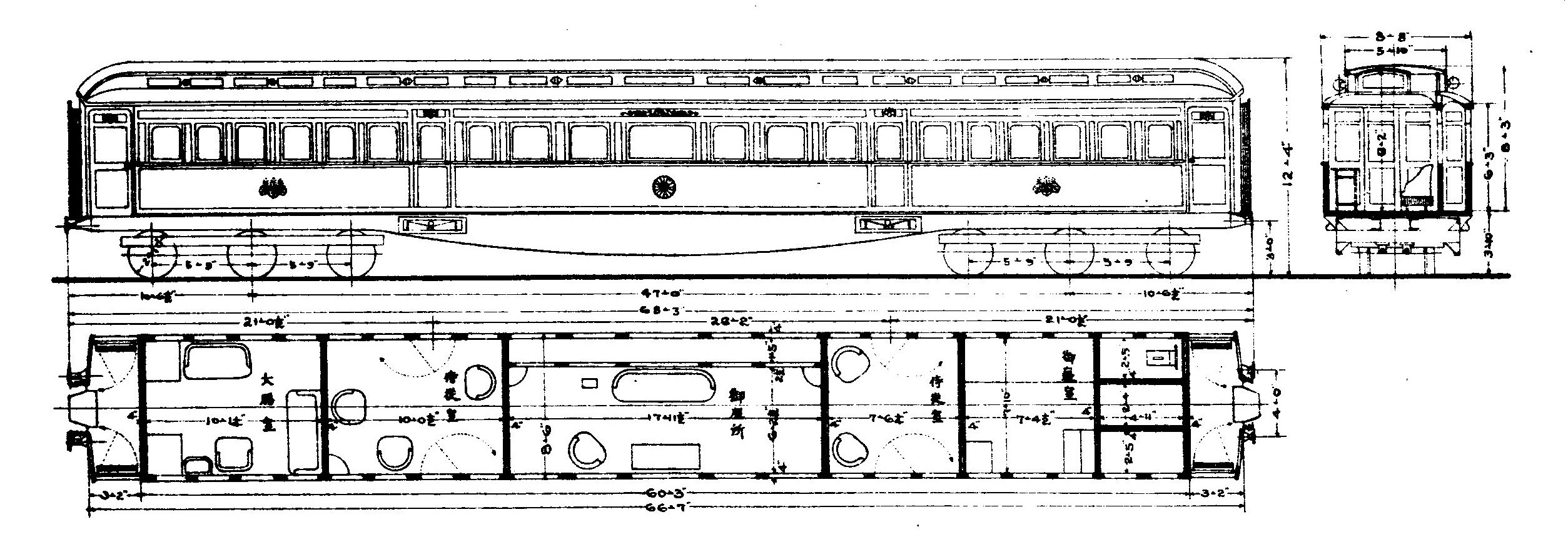
6号御料車の形式図

6号御料車は、明治天皇の御乗用として1910年（明治43年）10月29日に鉄道院新橋工場で製造されたものである。
モニター屋根の木造車で、台車は3軸ボギー台車を装着している。全長は20.728m、最大幅は2.642m、車体幅は2.59m、自重は35.6t（改造後は33.01t）で、当時としては最大級の大きさである。また台枠の側梁は、中央部がふくらんだ魚腹形で、外観上の特徴となっている。
外装は、チーク材を張り深紅色の漆塗りとしており、御座所の中央部には菊の御紋章を配して、その両側に桐の紋章を取り付け、周囲に菊や桐の小紋を描き、御座所の窓の上には、桐の紋を中央に鳳凰が向い合った浮き彫りが取り付けられている。また軒部には歯形の軒飾りが取り付けられ、金粉で飾られている。車体は、魚腹形の台枠部を含めて多数の金線で装飾されている。
車内は、前位側から大膳室、侍従室、御座所、侍従室、寝室、厠となっており、その前後に出入り台、侍従室に天皇が乗降車するための出入口、御座所の背後には侍従室同士を繋ぐ側通路が設けられている。御座所は、長さ5.424m、幅は1.889mで、それまでに製造された御料車中最大の広さである。天井は格天井式で、菊花を亀甲形に配した蜀江錦張りで、妻の櫛形には、菊の御紋章を挟んで両側に鳳凰の飾りを配した七宝の飾りがつけられている。腰部には深紅色のビロードを用い、前後の引戸には黄色、薄臙脂色の漆塗りに桐と鳳凰と蝶の図を螺鈿と高蒔絵で描いており、まさに美術工芸の極致といった感がある。
このように本車は、内装、外装とも御料車中最も壮麗なものとして評価が高く、7号御料車落成後も、同車に大膳室がないこともあって大正天皇が頻繁に御乗用とした。
昭和となってからは使用されず、大井工場の御料車庫に保管された。太平洋戦争中の1945年（昭和20年）5月24日、空襲により同庫に焼夷弾が命中した際、後部侍従室（側廊下側）外板の一部を少し焦がしたが、内部に被害はなかった。1959年（昭和34年）10月に廃車され、鉄道記念物に指定されたが、1966年、5号御料車とともに博物館明治村で展示することとなり、大井工場で外装の再整備が行われた。このとき、外板は漆塗りからカシウ塗りとなったが、車体の金線は製造時のままに再現されている。本車は同年7月10日夜、大崎駅から臨時列車で明治村に送られた。

### 7号御料車

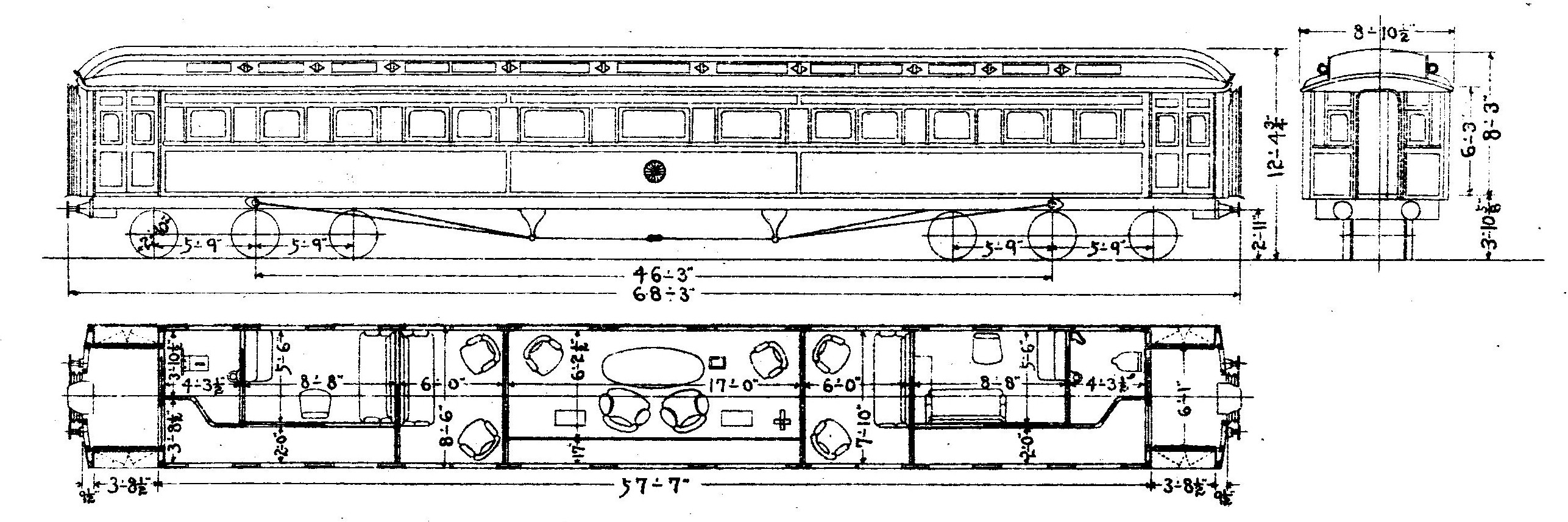
7号御料車の形式図

7号御料車は、1914年（大正3年）11月10日、大正天皇及び貞明皇后の御乗用として鉄道院新橋工場で製造されたもので、翌年の大正天皇の御大礼に使用するため、9号御料車（食堂車）、賢所乗御車とともに製造されている。
車体は、鉄道院基本形客車に属するモニター屋根の木製車で、明治44年度基本型の3軸ボギー台車を装着している。全長は20.677m、車体幅は2.591m、高さは3.778m、自重は35.35tである。外板は、チーク材の厚板を横張りにして平滑に仕上げたもので、深紅色の漆が塗られ、金線で装飾が施されている。
車内は、前位から厠（洋式。天皇用）、化粧室、剣璽奉安室、候所（拝謁者控室）、御座所、女官室、化粧室兼休憩室、厠（和式。皇后用）に区分されている。また、車体の前後の出入り台には観音開き式の扉が設けられ、従来車の車体中央部付近に設けられていた、天皇皇后専用の出入口は廃止された。
御座所の天井は、格天井で花葉の菱文様の絹張りで、腰部は深紅色のビロード張りである。引戸は、暗青色の石目漆塗りに花紋の螺鈿、蒔絵が施されており、入口は丸柱で螺鈿の飾りが施され、櫛形は菊の御紋章の入った七宝である。
本車は、昭和天皇の御大礼の際にも予備車として整備が行われ、その時に雷紋をやめて線模様の金筋としている。その後、1935年（昭和10年）12月に廃車され、以降は大井工場の御料車庫に保管された。
1952年（昭和27年）10月13日に東京の交通博物館に移され、それまで展示されていた9号御料車に代わって一般公開されたが、1963年（昭和38年）11月、同館にバス駐車場の敷地を提供するため、再び大井工場に戻った。1966年（昭和41年）、読売ランドで展示することになり、一時期の屋外展示により汚れていた外装の整備が行われた。その際、新製時の姿に復元することとなり、塗料は漆からカシウとなったものの、工場内に保管されていた雷紋のテンプレートを使用して金描が施された。9月11日、トレーラーで読売ランドに輸送され、翌1967年1月から同園内に建設された専用車庫内で一般公開されたが、その後、大井工場に戻されている。2007年10月14日からは、さいたま市内に開館した鉄道博物館で一般公開されている。

### 8号御料車

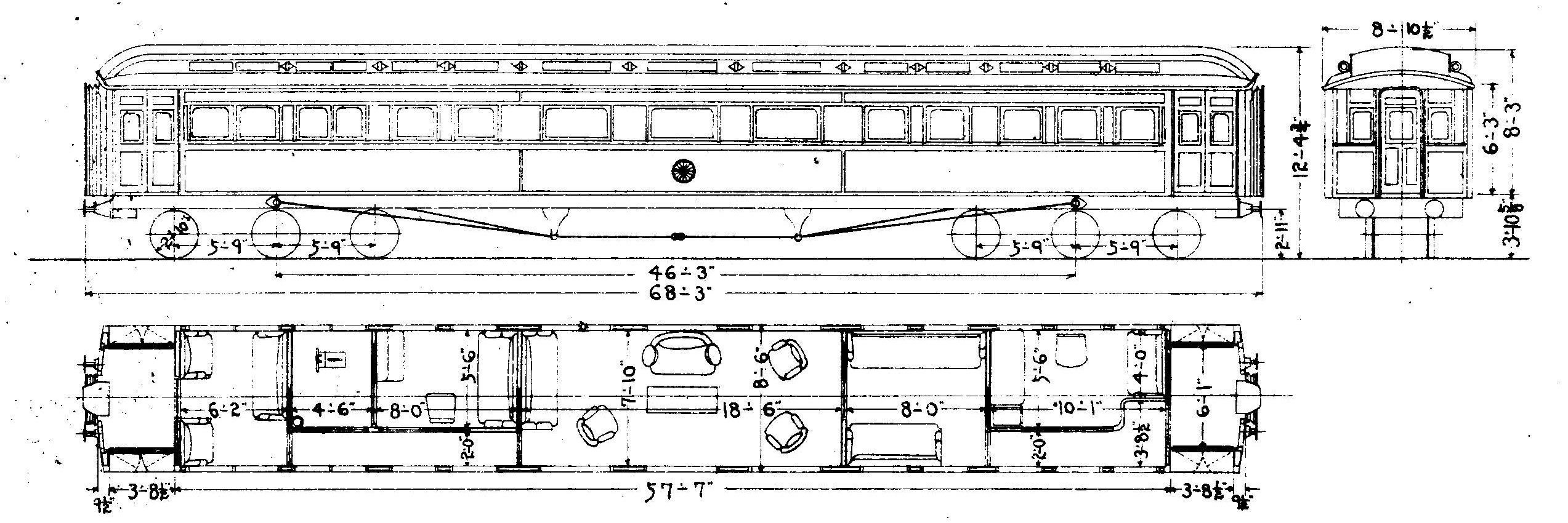
8号御料車の形式図

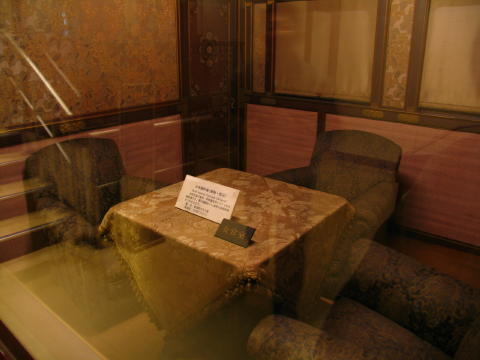
8号御料車内部。交通博物館

8号御料車は、1916年（大正5年）1月31日に貞明皇后の御乗用として鉄道院大井工場で製造されたものである。
車体は、鉄道院基本形客車に属するモニター屋根の木製車で、明治44年度基本型の3軸ボギー台車を装着している。全長は20.677m、車体幅は2.591m、高さは3.778m、自重は35.48tである。外板は、チーク材の厚板を横張りにして平滑に仕上げたもので、深紅色の漆が塗られ、金線で装飾が施されている。
車内は、前位から候所、厠、休憩室、御座所、女官室、大膳室に区分されている。また車体の前後の出入り台には、観音開き式の扉が設けられている。
御座所は、側廊下がない分7号御料車より広く、幅2.399m（7号は1.892m）となっている。上天井は、格天井式で雲彩に金箔唐草散らし及び鳳凰の飛ぶ様を表した絹張り、下天井は、木組みで菊の文様の絹張りである。櫛形は7号と同じ七宝で、飾り幕板中央部は菊の紋章の絹裂地張りとなっている。引戸は石目漆塗りで、化粧羽目は菊水文様の綴錦張り、仕切り正面には大型の鏡が取付けられている。腰部は濃臙脂色のビロード張り、テーブルや隅棚は桑材製で、螺鈿細工が施してある。本車は、皇后御乗用に相応しく、鮮やかな色彩や美しい絹張りが使われており、貞明皇后も気に入っていたという。
1928年（昭和3年）の昭和天皇の即位御大礼の際には、お召し車として使用され、その際に外部に描かれていた菊の御紋章と鳳凰が消され、金線のみの装飾となった。
本車は、1933年（昭和8年）に鋼製の2号御料車（2代）が製造されるまで使用され、1935年12月に廃車された。その後は大井工場に保管されたが、太平洋戦争末期の混乱で大きく破損し、同工場内に荒廃したまま放置されていたが、1956年（昭和31年）に解体された。ただし、女官室の一部は修復された後、交通博物館で展示された。同館が閉館した後は、2007年10月に開館した鉄道博物館に移され、展示されている。

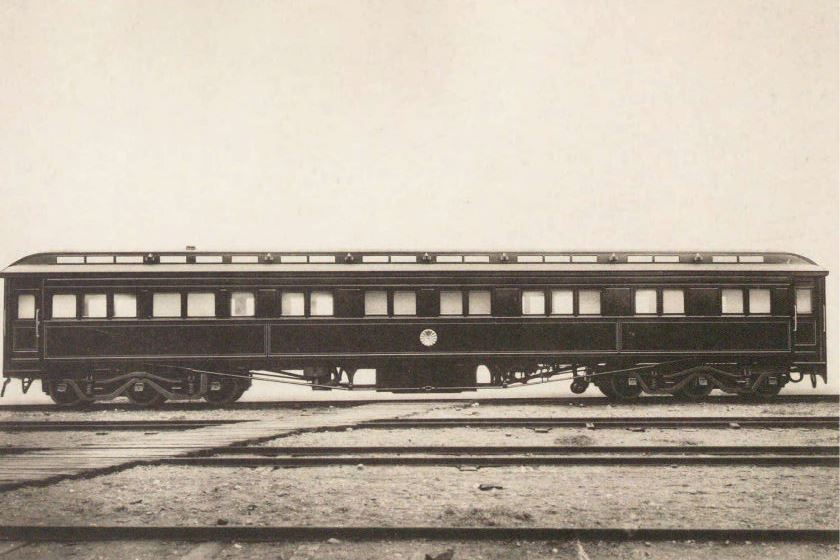
8号御料車
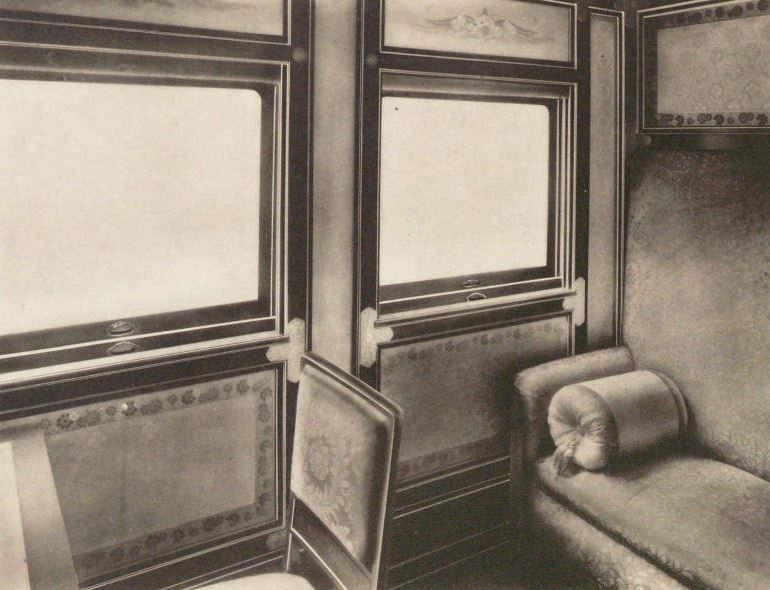
8号御料車内部（御化粧室）
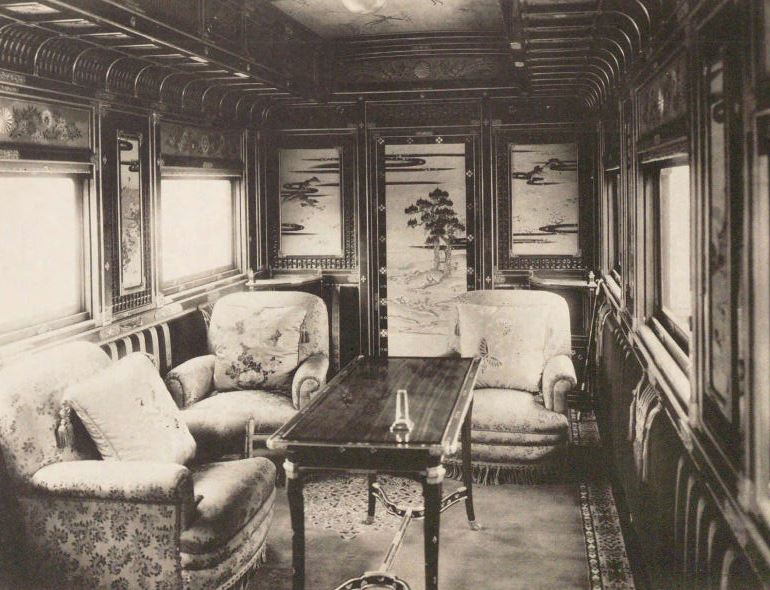
8号御料車内部（御座所）
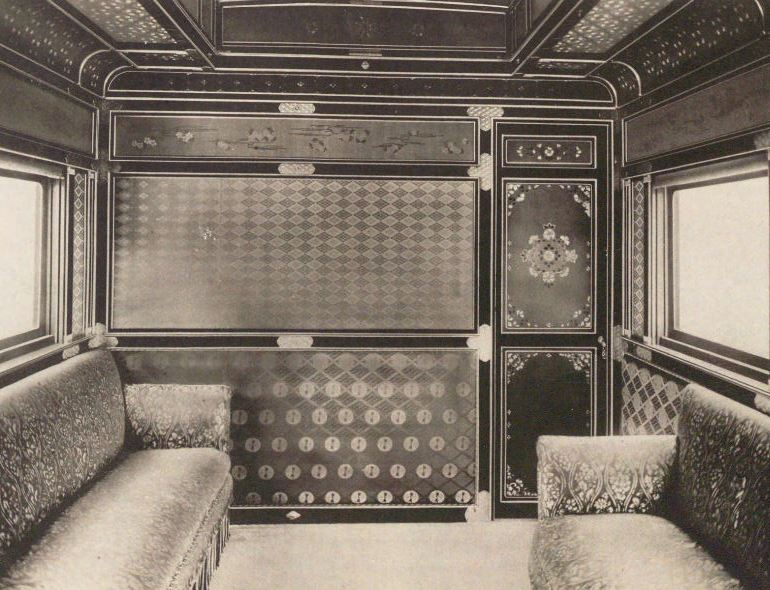
8号御料車内部（女官候所）

### 9号御料車

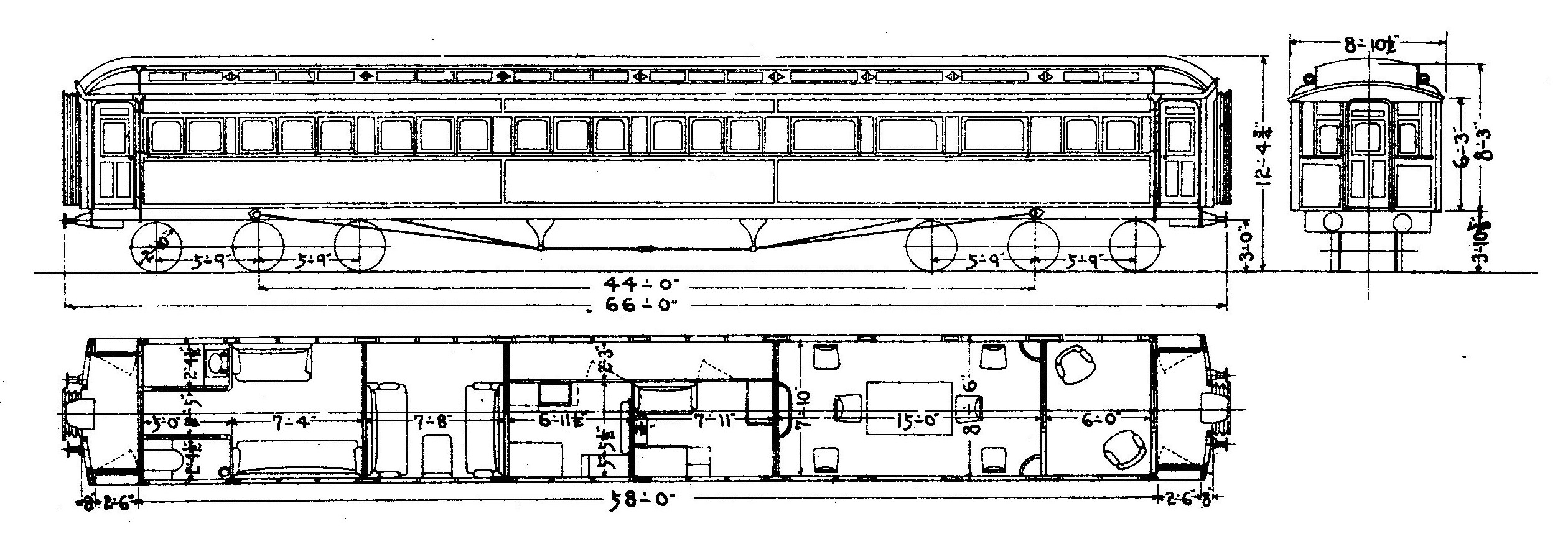
9号御料車の形式図

9号御料車は、1914年（大正3年）11月に7号御料車、8号御料車とともに使用する食堂車として、鉄道院新橋工場で製造されたものである。
車体は鉄道院基本形客車に属するモニター屋根の木製車で、明治44年度基本型の3軸ボギー台車を装着している。全長は19.991m、車体幅は2.591m、高さは3.778m、自重は34.40tである。食堂車であるため、菊の御紋章は取り付けられていない。
車内は、前位から休憩室、食堂、献立室、料理室、料理人休憩室、化粧室、厠に区分されている。食堂には3枚の幅の広い窓が設けられ、室内はすべて桑材が用いられており、木目を生かした漆塗りとして、この上に螺鈿や蒔絵による装飾が施されている。天井は格天井で、絹張りである。床は桑のモザイク張りであったが、後に絨毯敷きとなっている。1.524m×0.914mのテーブルを備え、椅子6脚が備えられている。
本車は、大正時代には6号、7号、8号と組んで頻繁に使用されたが、昭和となってからは使用されなくなり、1936年（昭和11年）3月に廃車となった。その後は大井工場の御料車庫に保管された。太平洋戦争末期の1945年5月24日の空襲で被害を受けたものの、1949年（昭和24年）に修復され、同年10月9日から交通博物館に展示された。しかし本車は食堂車であり、御料車の展示としては不適切であることから、1952年に7号と交替して、本車は浅川車庫に移された。
1969年（昭和44年）、本車は鉄道記念物に指定され、東京総合車両センターに保管されていたが、2007年10月14日にさいたま市大宮区に開館した鉄道博物館に移され、展示されている。

### 10号御料車

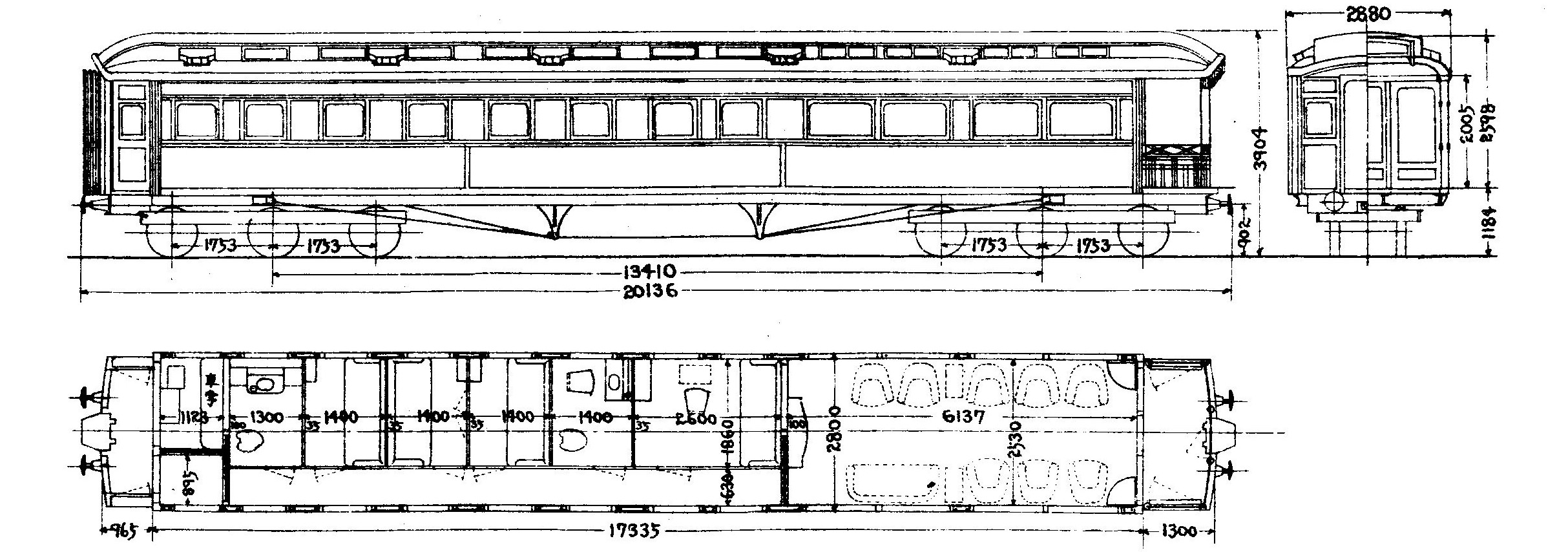
10号御料車の形式図

10号御料車は、1922年（大正11年）4月にイギリス皇太子エドワード・アルバート公（後のエドワード8世、ウィンザー公）来日に際して、食堂車である11号御料車、寝台車であるスイネ28110（後の700号供奉車）とともに鉄道省大井工場で製造された国賓用御料車で、御料車中唯一の展望車である。
車体は大型客車に属する木製のモニター屋根で、台車は大正6年度基本型の3軸ボギー台車である。全長は20.0m、幅は2.880m、高さは3.904m、自重は34.50tで、外板は深紅色の漆塗りで、金線で装飾され（現在は廃止されている）ており、車体中央部の腰板に菊の御紋章が取付けられている。
車内は、展望室（御座所）、休憩室、化粧室、供奉員室（3室）、供奉員化粧室、車掌室に区分されており、展望室を除いて片廊下式となっている。展望室の長さは6.317mで、妻には大型ガラス窓、側窓は幅1220mmの大型のガラス窓が4枚設けられており、後部は開放式の展望デッキとなっている。展望室の天井は若草色の絹地に花の刺繍、側天井も絹張りで雲取り金箔を散らし、欄間には花菱の七宝焼きが取り付けられている。室内には、安楽椅子8脚とテーブルが2台置かれており、乗車の賓客の歓談に用いられる。
本車は、この他にも多くの外国の王族が来日した際に用いられ、特筆すべきものとしては、1929年 (昭和4年)5月の グロスター公、1931年（昭和6年）4月のラーマ7世（シャム〈現 タイ王国〉)国王夫妻や、1932年（昭和7年）3月の満州国皇帝愛新覚羅溥儀の御乗用がある。また、皇太子（当時。後の昭和天皇）や皇太后のお召し列車にも連結されたことがある。
太平洋戦争敗戦後の1945年（昭和20年）10月29日、本車は11号御料車とともにアメリカ軍に接収され、軍番号2101（軍名称ASHEVILLE（アッシュビル）、省番号スイテ10）となり、第8軍司令官専用列車Octagonian（オクタゴニアン）号の編成に組み込まれ、御料車内の表記もアメリカ英語に変更された。1946年2月には、司令官の交代に伴い、軍名称がBALTIMORE（ボルチモア）と改称されている。
本車の接収は、11号とともに1951年（昭和26年）6月23日に解除され、7月1日に御料車に復したが、その後は使用されることなく大井工場に保管され、1959年（昭和34年）10月に廃車となった。1965年（昭和40年）には11号とともに解体されかかったが、関係者による保存運動が功を奏して解体を免れ、1969年（昭和44年）に鉄道記念物に指定された。
長らく東京総合車両センターに保管されていたが、2007年10月14日にさいたま市大宮区に開館した鉄道博物館に移され、展示されている。

### 11号御料車

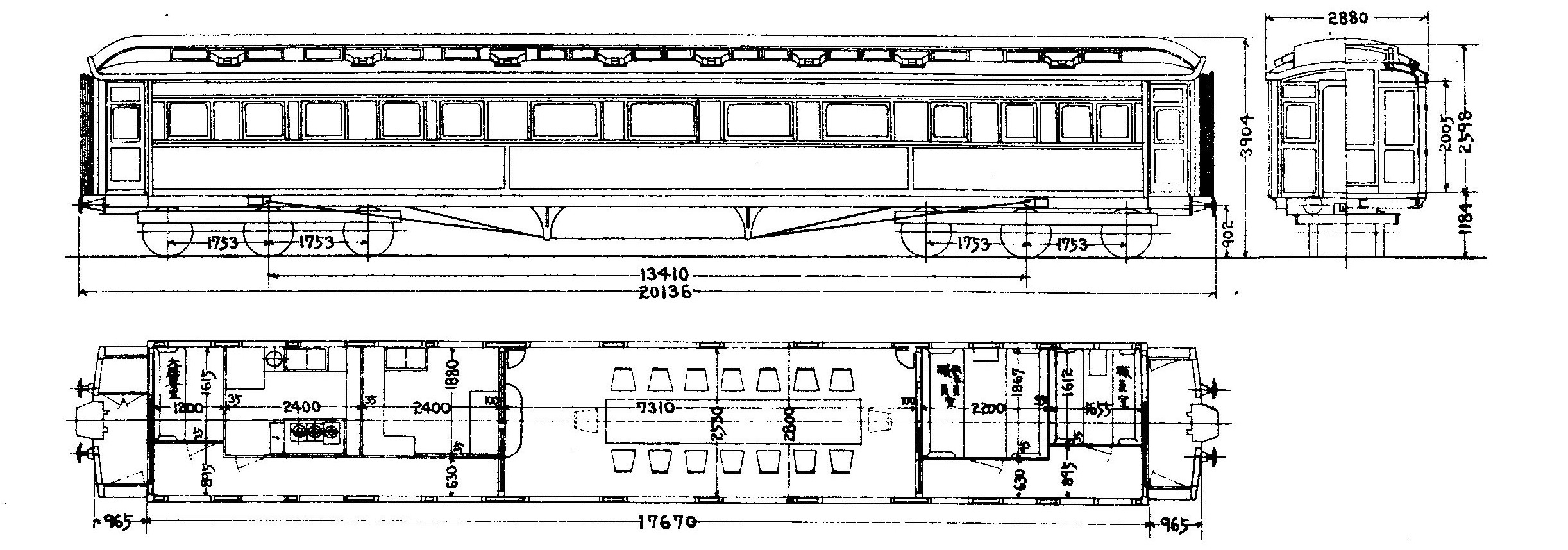
11号御料車の形式図

11号御料車は、1922年（大正11年）3月に10号御料車とともに鉄道省大井工場で製造された食堂車である。
車体は大型客車に属する木製のモニター屋根で、台車は大正6年度基本型の3軸ボギー台車である。全長は20.0m、幅は2.80m、高さは3.904m、自重は34.0tで、食堂車であるため菊の御紋章は取り付けられていない。
車内は、前位から職員室、供奉員室、食堂、献立室、料理室、大膳員室に分かれている。食堂の長さは7.31mで、天井は大格子造りで絹張りとなっている。食堂部の窓は幅1.22mの大きなもので、それが片側に4枚設けられている。その上には装飾としてあじさい、ゆり、あさがお、ぼたん、ざくろ、ぶどう等の浮彫りを額縁式に取り付けている。吹き寄せ部は絹裂地張り、引戸羽目には螺鈿が施されている。前位仕切り壁は、刺繍により桜に鳩の図を描いている。食堂中央部には長さ4.55m、幅0.8mのテーブルが置かれており、16個の椅子が備えられている。
1929年 (昭和4年) のグロスター公来日の際、国内を訪問した際には10号御料車と共に使用された。
太平洋戦争後の1945年（昭和20年）10月29日、本車は10号御料車とともに連合軍に接収され、軍番号2204（軍名称URBANA（アーバナ）、省番号スシ11）となり、第8軍司令官専用列車Octagonian（オクタゴニアン）号の編成に組み込まれた。1946年2月には、軍名称がBELTON（ベルトン）と改称されている。
本車の接収は、10号とともに1951年（昭和26年）6月23日に解除され、7月1日に御料車に復した。その後は使用されることなく大井工場に保管され、1959年（昭和34年）10月に廃車となった。1965年に品川区役所建設に伴う御料車庫西庫解体により保管場所がなくなるとして10号とともに解体命令が出され、関係者による反対運動が起こったが、その甲斐なく1966年1月に大井工場で解体された。

### 12号御料車

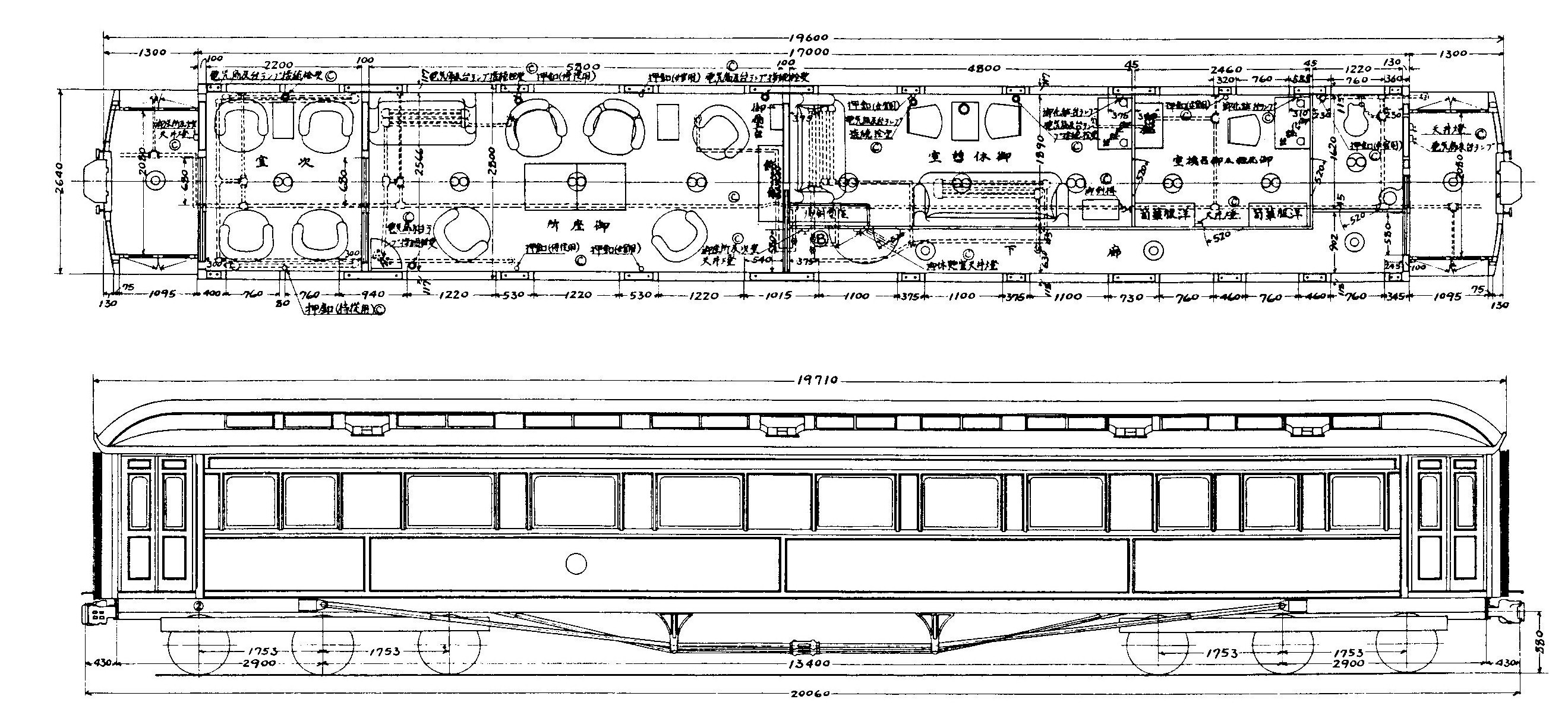
12号御料車の形式図

12号御料車は、1924年（大正13年）1月に摂政宮（昭和天皇）の御乗用として大井工場で製造されたものである。
車体は大型客車に属するモニター屋根の木製車で、3軸ボギー台車を装着している。全長は20.06m、車体幅は2.8m、高さは3.924m、自重は36.42tである。
車内は、前位側から次室、御座所、御剣璽奉安室、休憩室、化粧室に区分されており、御座所が車体中央から前位よりに位置しているのが特徴である。また、御座所、次室には廊下がなく、後に製造される鋼製御料車の先駆けともいうべき特徴も有している。また答礼の際、お顔がよく見えるよう側窓の上辺位置が10cm上げられ、レール面上2.844mとされている。外装については、軒周りの飾りがなくなり、金線による装飾も簡素なものとなっている。
内装は、従来の御料車に見られた格天井や蒔絵、螺鈿などの装飾をやめて、簡素な洋風となった。上天井は1枚の裂地張り、下天井から側壁にかけては透かしの裂地張りで、窓下はクスの柾材を使用している。妻板上方には岡田三郎助の描いた野菊とバラの油絵が掲げられ、その下には、暖房管を隠すために設けられたマントルピースがあり、各宮家から献上された馬の置物が置かれている。
皇太子用として製造されたため、当初は御剣璽奉安室はなかったが、昭和天皇即位後も御乗用とされたため、休憩室の一部を改造して設置された。また1928年（昭和3年）の昭和天皇の御大礼の際には、じゅうたんや椅子、クッション類が更新されている。
本車は1923年（大正12年）8月には車体がほぼ完成し、塗装職場に回されるところであったが、9月1日に発生した関東大震災の影響や、朴烈事件により設計を変更し、御座所の両側に3mm厚の鉄板を貼るなどしたため工期が遅れ、1924年1月の完成となった。
本車は、1928年（昭和3年）の昭和天皇の御大礼にお召車として使用され、1932年（昭和7年）に鋼製の1号御料車（2代）が完成した後も予備車として使用された。1959年（昭和34年）に廃車となり、大井工場の御料車庫に保管された。また、1969年（昭和44年）10月に鉄道記念物に指定されている。
長らく東京総合車両センターに保管されていたが、2007年10月14日、さいたま市大宮区に開館した鉄道博物館に移され、展示されている。

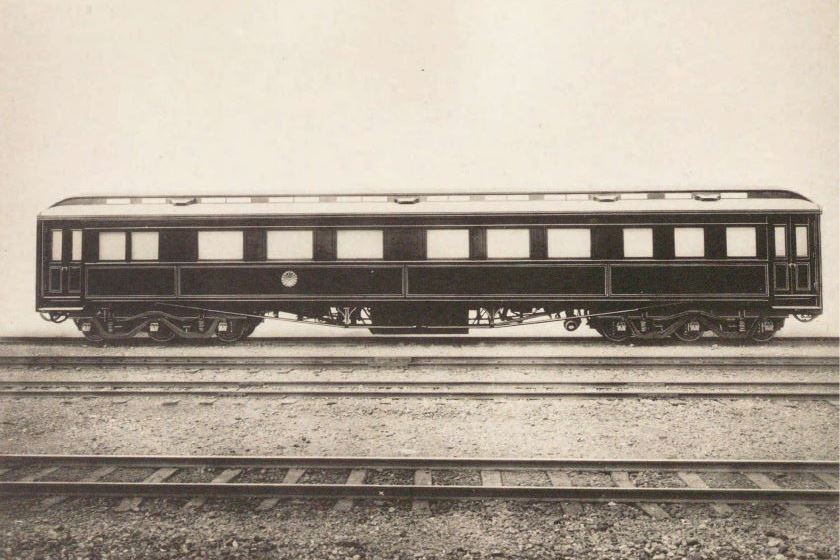
12号御料車
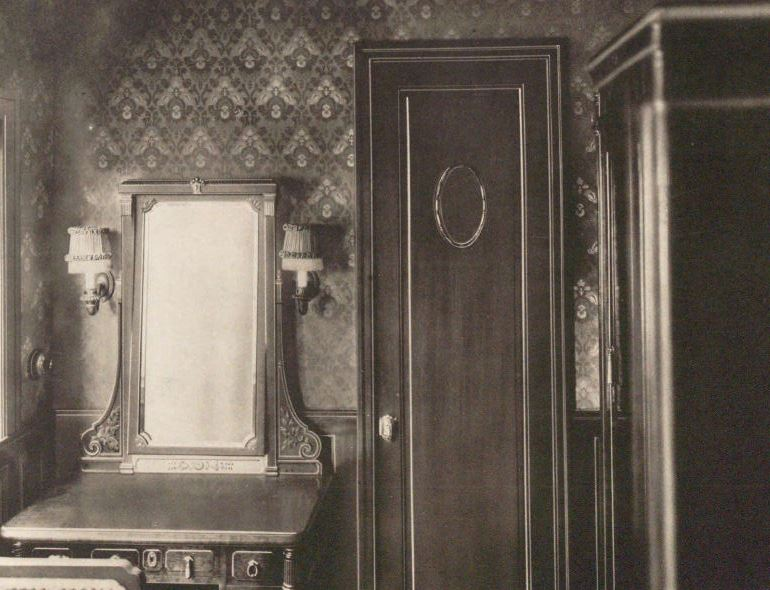
12号御料車内部（御化粧及御召換室）
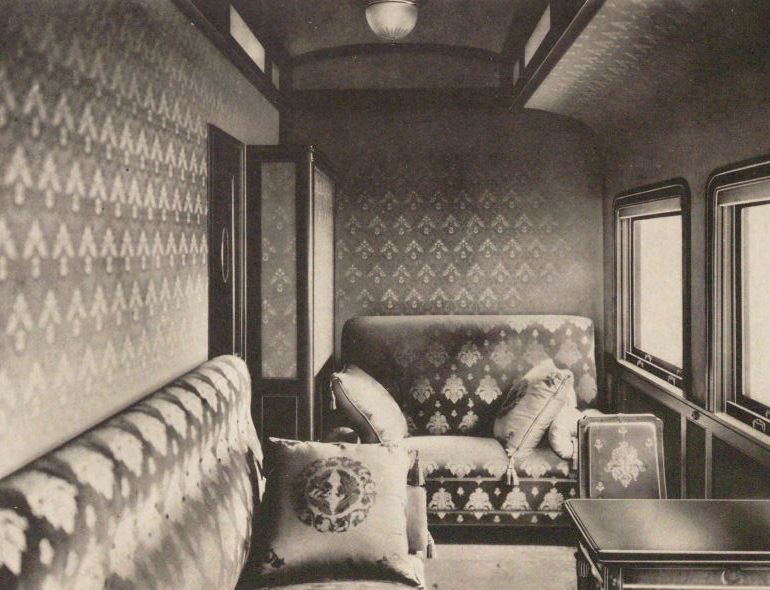
12号御料車内部（御休憩室）
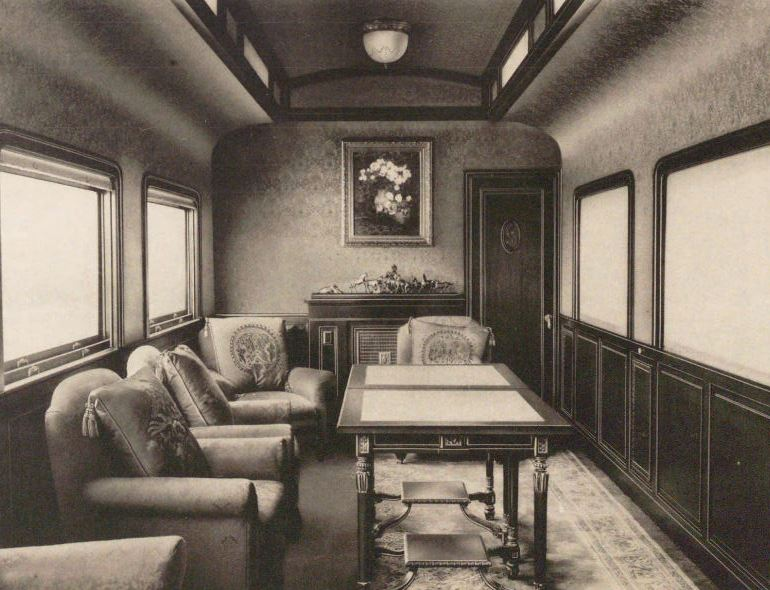
12号御料車内部（御座所）
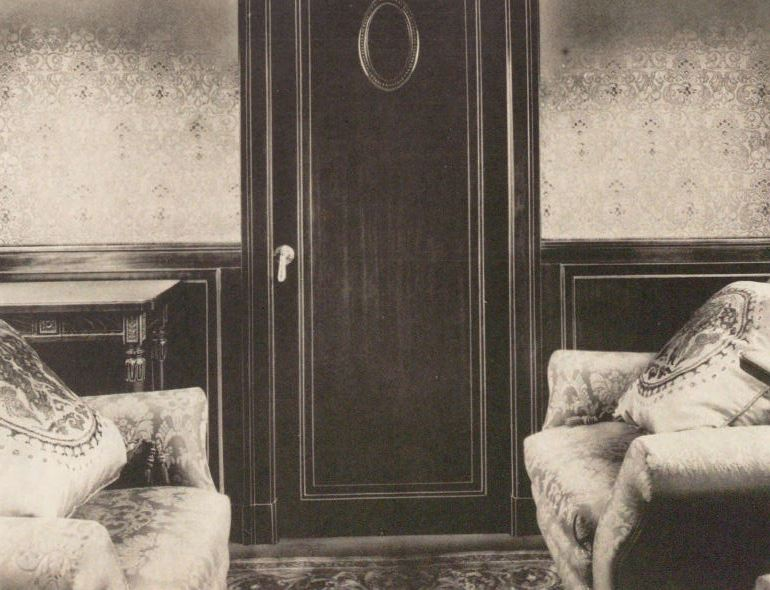
12号御料車内部（次室）

### 軽便用御料車
軽便用御料車は、1930年（昭和5年）11月に広島県福山市及び岡山県西部で行われた陸軍大演習の昭和天皇の視察に伴い、両備鉄道（現在のJR西日本福塩線）が日本車輌製造で製造させたもので、足回りは旧車のものを流用している。
1933年（昭和8年）9月1日、両備鉄道の買収・国有化に伴い本車も鉄道省籍となったが、使用されることはなく、また、その後に使用される見込みもなかったため、1935年（昭和10年）に鷹取工場で解体された。
本車がお召列車に使用されたのは、1930年11月14日の1回限りである。

### 1号御料車（2代）→3号御料車（3代）

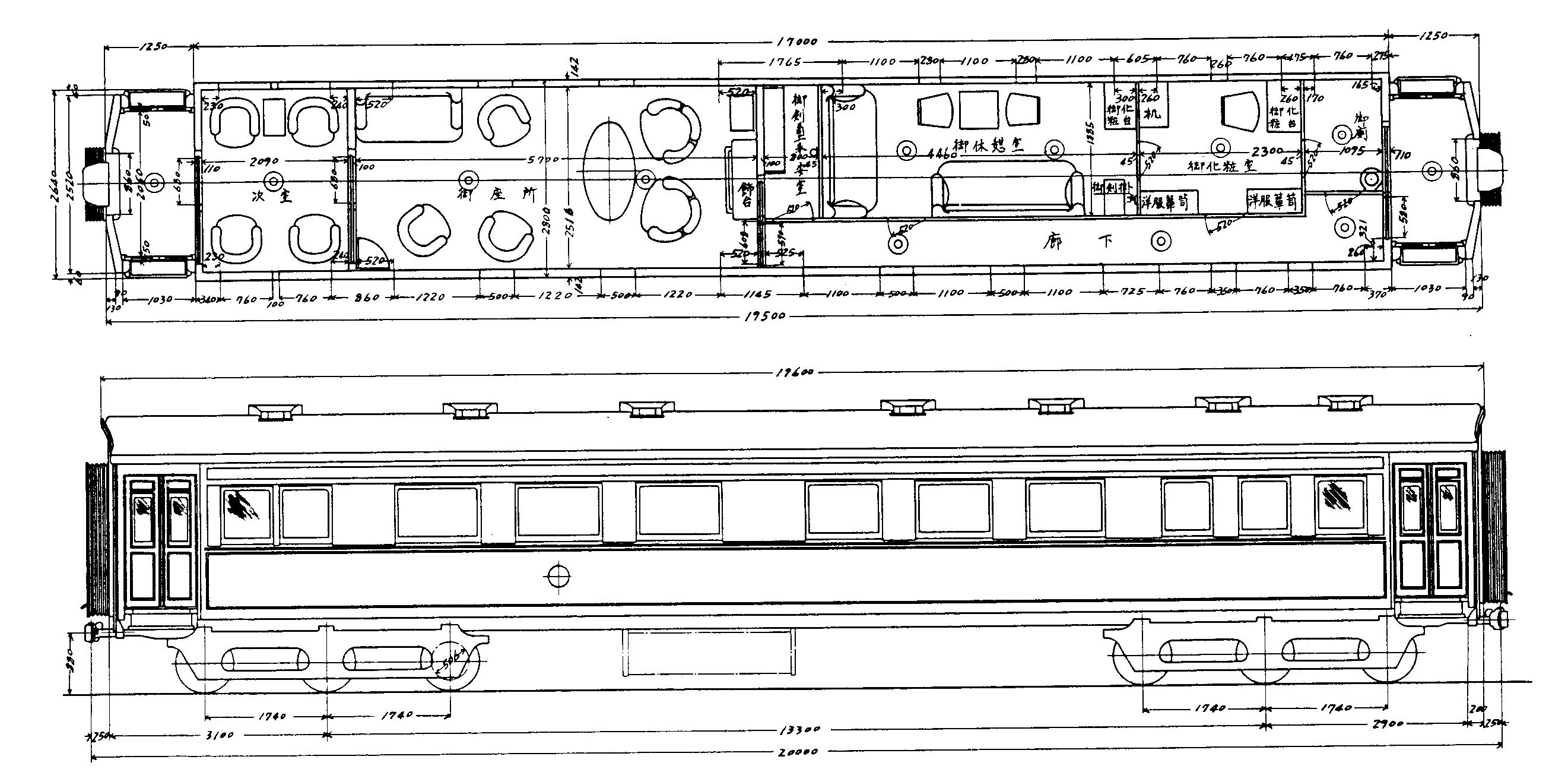
1号御料車（2代）の形式図

1号御料車は、昭和天皇の御乗用として1932年（昭和7年）3月に鉄道省大井工場で製造された初の鋼製御料車である。鋼製となったのを契機として、車番を改めて1号から付番することとなり、本車は1876年（明治9年）に製造された初代に次ぐ、2代目の1号御料車となった。
一般の営業用客車は、1926年（大正15年）の設計車から鋼製車体が採用され、1931年（昭和6年）の設計車からは二重屋根を廃して丸屋根が採用されていた。また、台車も振動や揺動が少なく軽量な軸バネ方式の新型台車が開発されており、これらを採用した新しい鋼製の御料車と供奉車6両（300,  330,  340,  400,  460,  461）が計画された。これが1号編成である。
本車は、本来1931年秋の陸軍大演習に間に合うように計画されていたが、クスの良材がなかなか手に入らず、さらに1932年1月8日、代々木練兵場からの帰途にあった天皇の馬車に爆弾が投げられるという事件（李奉昌事件）があり、御座所の側面に1mm厚の鋼板を追加し、ほとんど完成していた床を削って鋼板を張り、その上に床を仕上げるという設計変更があり、完成は1932年3月にずれ込んだ。
車体は鋼製の丸屋根で、妻面は軽い後退角をつけた3面折妻となっている。全長は20.0m、幅は2.8m、高さは3.965m、自重は43.52tである。また、組み立ては皿リベットを使用して、外板表面が平滑に仕上げられ、暗紅色の漆塗りとされている。金線による装飾も施されたが、従来に比べてかなり簡素になっている。また、同時代の一般用客車が屋根の端部が下がっているのに対して、本車及び同時計画の供奉車では、そのままの高さで妻まで達しており、編成を組んだときの美観が考慮されている。台車は、当時の標準品である3軸ボギー台車 (TR73) である。
車内は、前位から次室、御座所、御剣璽室、休憩室、化粧室、厠に区分され、御剣璽室から後位は側廊下式となっている。御座所の位置は車体中央部から前位寄りにずれており、12号御料車との類似が見られる。
御座所の内装は、調度品に至るまでクス材を使用しており、腰張り及び入口引戸の羽目は柾目の寄木造りとなっている。窓は幅1.22mの下降窓であるが、バランサーが取付けられており、軽く開閉できるようになっている。また窓ガラスには、衝撃を受けてもひびが入るだけで割れない特殊ガラスを使用している。
空調は、当初は扇風機のみであったが、1955年（昭和30年）に御剣璽奉安室を縮小して冷風装置を取付けた。1958年（昭和33年）には、供奉車4両（330, 340, 460, 461）とともに更新改造が実施され、冷房能力6000kcalのユニットクーラーが床下に取付けられた。車内の内装材も更新され、面目を一新し近代化された本車は、1960年（昭和35年）に新しい1号御料車が落成するまで使用されたが、同車の落成にともなって3号御料車（3代）に改称された。
本車は、2025年現在もJR東日本に車籍を有しており、同社の東京総合車両センターに保管（名目上は尾久車両センターに配置）されているが、全く使用されていない。

### 2号御料車（2代）

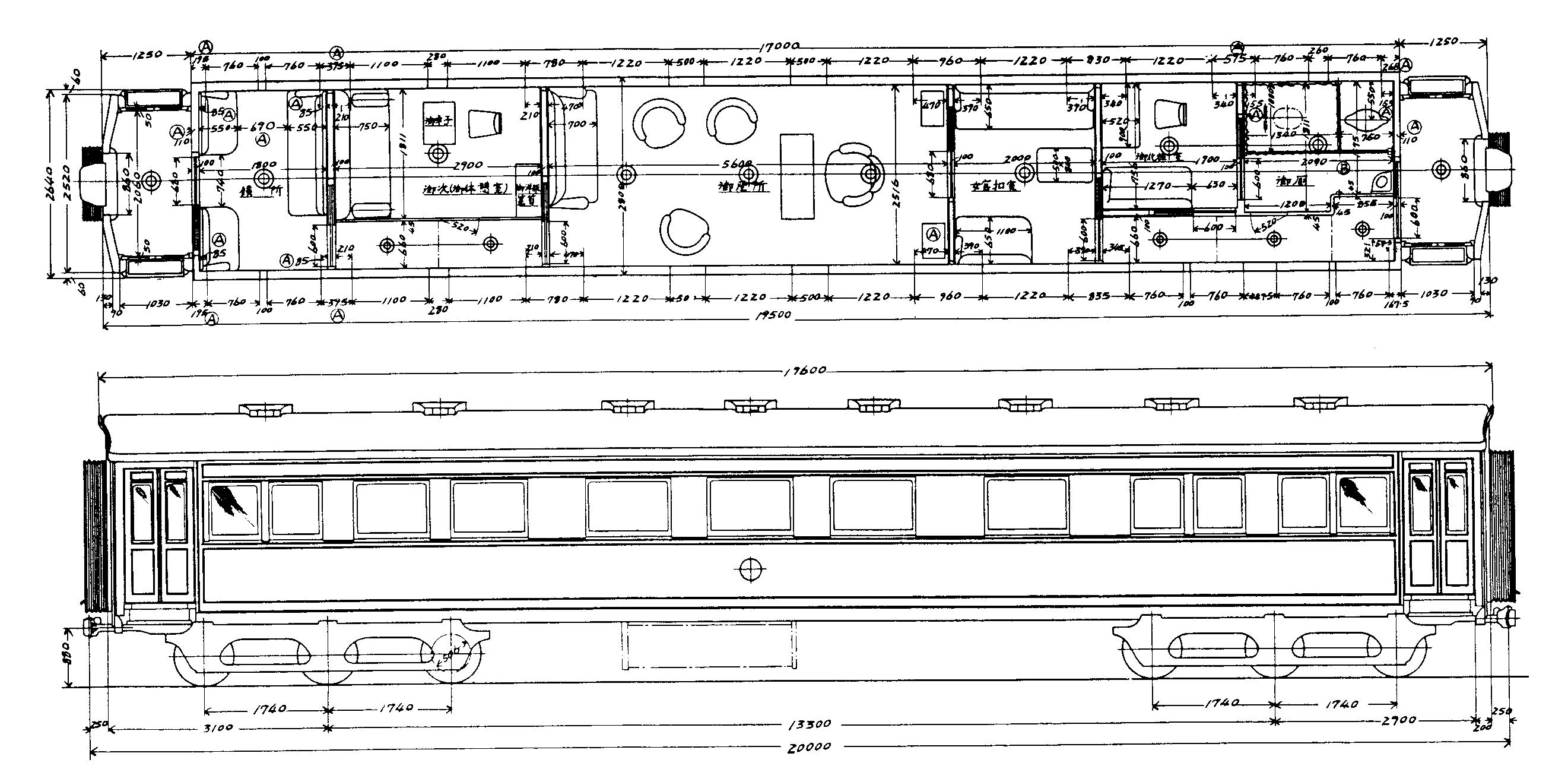
2号御料車（2代）の形式図

2号御料車は、香淳皇后の御乗用として1933年（昭和8年）9月11日に鉄道省大井工場で製造された御料車である。1901年（明治34年）製の初代に次ぐ、2代目の2号御料車である。
車体は、1号（2代）と同様の鋼製で丸屋根となっている。全長は20.0m、自重は44.58tである。組み立ては皿リベットを使用して平滑な仕上げとされ、深紅色の漆塗りとされている。台車は、3軸ボギー台車 (TR73) である。
1号（2代）と異なり御座所は車体中央部に配置されており、前位から候所（拝謁者控室）、休憩室、御座所、女官控室、化粧室、厠に区分され、休憩室から後位は側廊下式となっている。
御座所は、側から妻、天井まで1枚で織り出した綴織りの絹張りとなっており、朝陽地色に花をあしらった朝の青海模様を描いている。このように御座所全体に1枚の綴織を使用したことは前例がなく、本車の大きな特徴となっている。御座所の大きさは5.6m×2.516mで、床には毛織りの絨毯が敷き詰められている。窓は、幅1.22mの下降窓である。
1958年（昭和33年）12月末から供奉車4両（462,  463,  344,  335）とともに更新工事が実施され、翌年3月に完成した。改造の主眼は冷房装置（ユニットクーラー）の取り付けで、1号（2代）と同じ6000kcalのものを床下に取り付けている。風道取付けの関係で天井に改造が加えられたため、御座所の天井壁面の織物も同じものが新調された。照明も蛍光灯に改められている
。
更新後は、1959年（昭和34年）4月17日から19日にかけて皇太子（上皇明仁）と美智子妃（上皇后美智子）御成婚の際の、伊勢神宮への奉告の際に使用された。
本車は、2025年現在もJR東日本に車籍を有しており、同社の東京総合車両センターに保管（名目上は尾久車両センターに配置）されているが、全く使用されていない。

### 3号御料車（2代）

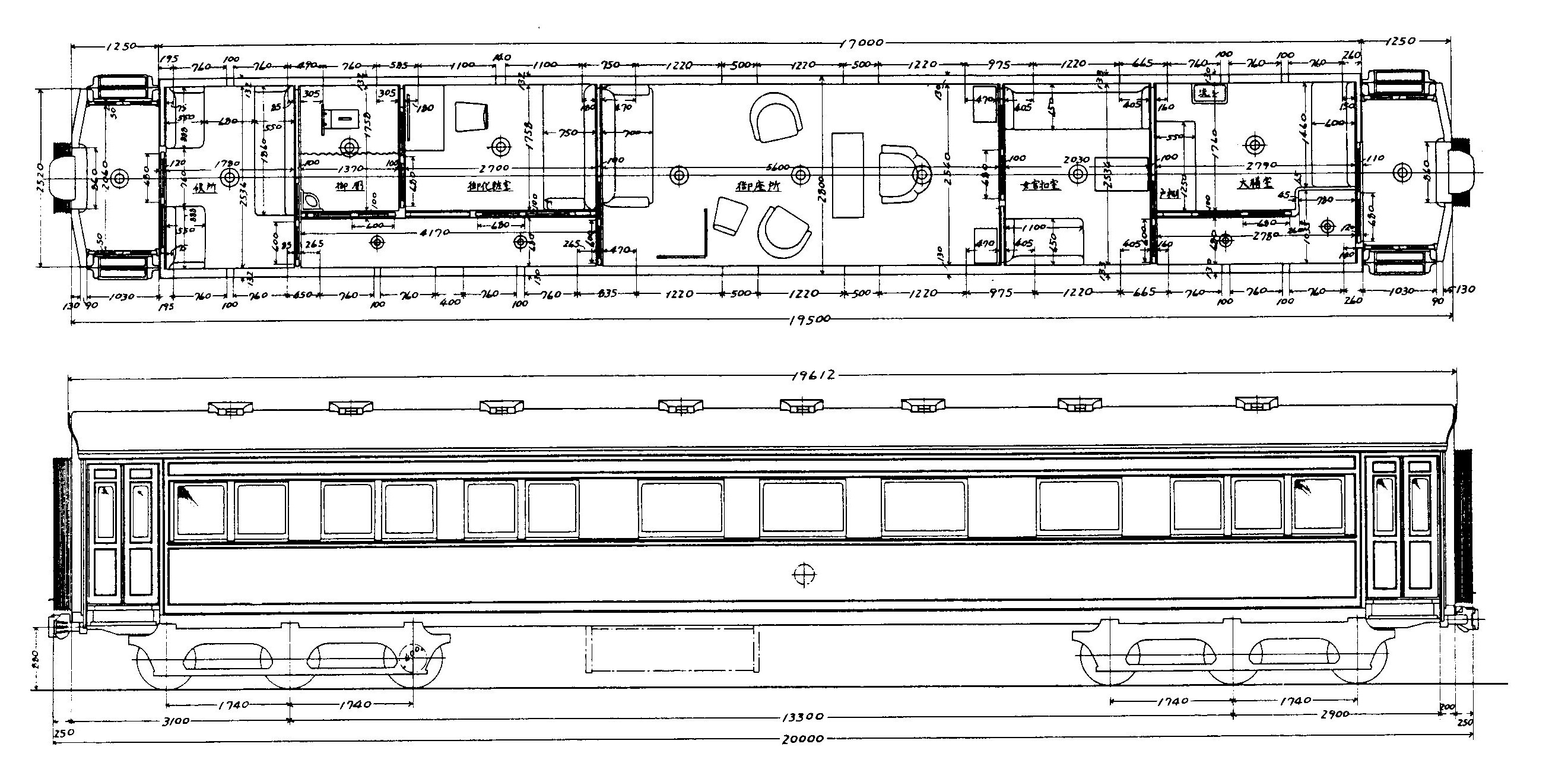
3号御料車（2代）の形式図

3号御料車は、皇太后（貞明皇后）の御乗用として1936年（昭和11年）3月に鉄道省大井工場で製造された御料車である。1898年（明治32年）製の初代に次ぐ、2代目の3号御料車である。
車体は、1号（2代）と同様の鋼製で丸屋根となっている。全長は20.0m、自重は44.53tである。組み立ては皿リベットを使用して平滑な仕上げとされ、深紅色の漆塗りとされている。台車は、3軸ボギー台車 (TR73) である。
車内は、前位から化粧室、厠、候所、御座所、女官控室、大膳室に区分され、御座所は中央に配置されている。貞明皇后が8号御料車を気に入っていたことから、これに準じた和風の造りとなっている。
御座所の天井は格天井式で、その格子及び室内枠組みは帯紅紫紺色の漆仕上げで、これに金線輪郭を入れ、隅には金の古びを表した飾り金具を取り付けており、天井には藤模様も斜子織を、壁面には華霞模様の綴織、窓下の羽目には藤蔓模様の斜子織を張っている。床には若草色の絨毯が敷き詰められている。カーテンは巻き上げ式のもののほか、「春の賑わい」模様の緞子地横引きカーテンが取り付けられている。入口にはカーテンをつけず、綴錦織の衝立を置いており、本車の特徴となっている。
1951年（昭和26年）に皇太后が崩御した後は、使用されることなく大井工場の御料車庫に保管されていたが、1960年（昭和35年）に1号御料車（3代）が完成した際、1号御料車（2代）が3号御料車（3代）に改称されたため、本車は除籍され、旧3号御料車と呼ばれるようになった。
本車は、引き続き東京総合車両センターの御料車庫に保管されていたが、御料車庫解体後の行方は不明。

### 14号御料車

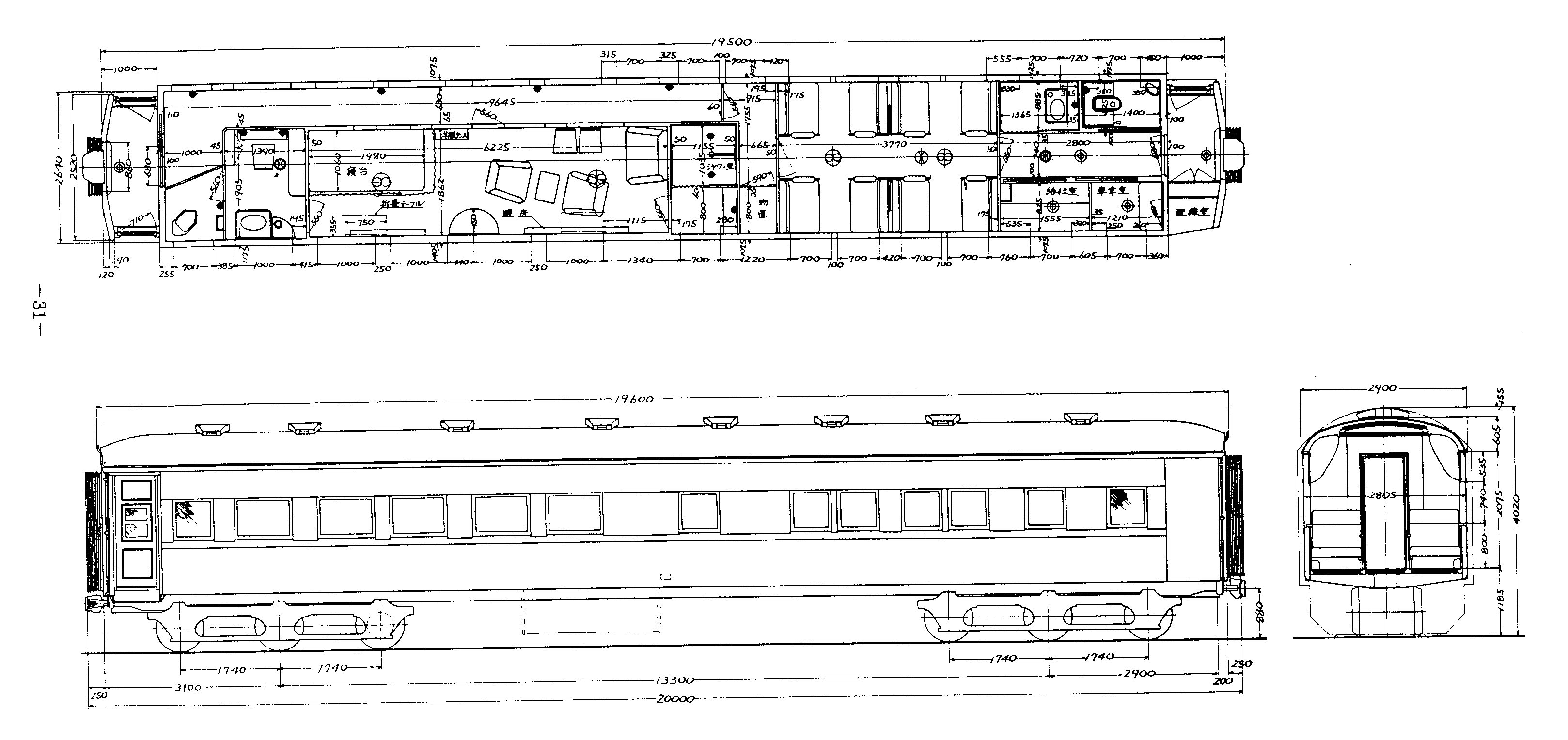
14号御料車の形式図

14号御料車は、皇太子（現在の上皇明仁）の御乗用として、1952年（昭和27年）に一・二等寝台車を大井工場で改造したものである。
もともとは、1938年（昭和13年）に三直宮の御乗用として鷹取工場で3両が製造された一・二等寝台緩急車マイロネフ37290形の1両（マイロネフ37290）で、1941年（昭和16年）、客車の形式称号改正によりスイロネフ38形（スイロネフ38 1）に改称された。太平洋戦争後の1945年（昭和20年）10月1日には連合軍に接収され、軍番号1309（軍名称San Antonio（サンアントニオ））となり、10号・11号御料車とともに第8軍司令官専用列車Octagonian（オクタゴニアン）号の編成に組み込まれていたが、1949年（昭和24年）にスイロネ37 1に改番、1951年（昭和26年）6月23日に接収解除となった。
1952年（昭和27年）11月10日、皇太子は立太子式をあげ、公務の旅行も多くなることから、本車を皇太子用の御料車として改造することとなった。10月から大井工場で改造に着手、11月6日の完成にともない、14号御料車と改称された。
車体は鋼製の丸屋根で、全長は20.0m、幅は2.90m、高さは4.02m、自重は43.14tである。台車は3軸ボギーのTR73を装着している。
車内は、前位から洋式トイレ、化粧室、御座所、シャワー室、備品室、開放式寝台、和洋トイレ、給仕室、車掌室に区分されており、御座所は、従来あった寝台を撤去して横手のソファとテーブルを置き、薄緑色の絨毯を敷いている。天井はベニヤ板の白色エナメル仕上げ、壁面は塩地のベニヤ板を白ラック仕上げとしている。
本車は落成後、11月17日から19日にかけて皇太子の関西旅行に使用されたが、菊の御紋章が付けられていないうえ、窓が小さいため皇太子の御座所がわからず、奉迎者から不評を買ったため、その後は2号御料車を使用することになった。
後に菊の御紋章は取り付けられたが、国賓用となり、1958年、イラン皇帝が初使用後、フィリピン大統領、ペルー大統領などが使用した。
本車は、2025年現在もJR東日本に車籍を有しており、東京総合車両センターの御料車庫に保管（名目上は尾久車両センターに配置）されているが、全く使用されていない。御料車庫解体後の行方は不明。
なお同形式車のマイロネフ37292は、戦後皇太子用の非公式車両マイロネフ38 1（1955年からはマロネフ59 1）となり、1961年の廃車後は交通科学博物館で2014年4月の閉館まで保存されていた。同博物館では閉館時点で「ミュージアム探検ツアー」で車内の案内を行っていたため、皇室専用だった車両としては、唯一車内に入ることのできる保存車となっていた。2016年4月29日より、梅小路蒸気機関車館を拡張してオープンした京都鉄道博物館で保存・展示されている。

### 1号御料車（3代）

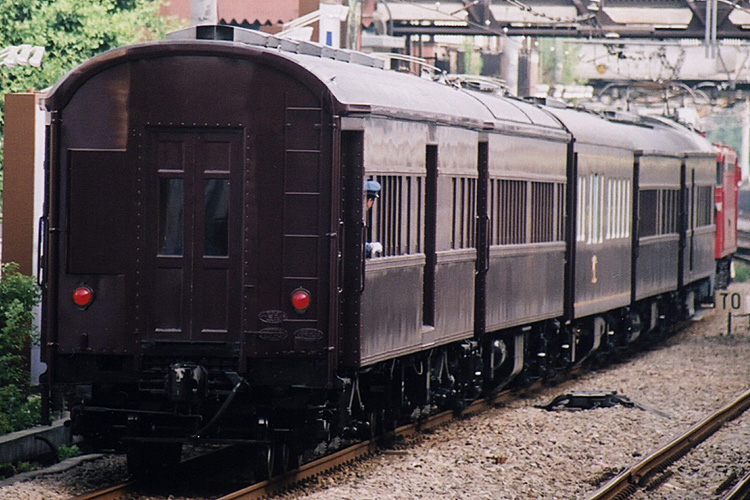
3代目1号御料車を組み込んだ「1号編成」

現在の1号御料車は、昭和天皇の御乗用として、1960年（昭和35年）に国鉄大井工場で製造されたもので、1876年（明治9年）に製造された2軸客車の初代、1932年（昭和7年）に製造された2代目（現・3号）に次ぐ、3代目の1号御料車である。
車体は、当時の最新鋭客車である20系客車の構造をベースに、鋼体を厚くする、窓を防弾ガラスに換える等の保安対策を施した構造となっており、旧形客車とは違うシルヘッダーの無い平滑でシンプルな外観が特徴である。台車もこれまでの御料車に使用されていた三軸台車から空気バネ使用の二軸台車・TR65を使用している。
車内は、次室・御座所（皇族が乗る箇所）・御休憩室・御化粧室・御厠（トイレ）・配電室が配置され、出入台（デッキ）は観音開き式とし一個所に集約。御剣璽室・御剣璽奉安所は省略された。内装は出入台・御厠を除き総絹張りとし、御座所・御休憩室・御化粧室はそれぞれ異なる時代様式としている。御座所の天井は平天井とし、20Wの蛍光灯を80本使用した光源を白いアクリル板を透かして照明とする光天井としている。側窓は複層ガラスによる固定窓としているが、御座所については他より大きな窓が3枚ずつあり、このうち中央の1枚は電動で上下し、開閉することができる。御座所内には豪華なソファの他、テレビとラジオがあり、冷暖房も完備されている。
御座所の天井以外の内装には、和風調度品をふんだんに用いており、その時代における日本の最高級の車両製造技術と美術工芸の粋を駆使して製造された。
御料車の外装は、それまでの漆に代わり深紅色の合成樹脂ラッカー塗装で、さらにワックスで磨き上げている。また側面の上下には2本の金線が入っているが、これは本物の金箔を貼りつけている。窓枠は金メッキだったが後に金箔の貼りつけに改められた。
御座所の外側、開閉可能な窓の下には、紋章取付座がある。ここには、天皇が乗車する場合に限り金色の天皇家の御紋章（十六弁八重表菊紋）が取り付けられる。車両限界に対する御紋章の厚みを考慮し、20系客車同様の広幅車体は採用せず、車体下部の絞りのない垂直な側板形状となっている。
なお、御料車としては初めて製造所銘板が取付けられた。前位端梁には青銅鋳物に金メッキされた通常より小型サイズのものと、配電室には黄銅板にエッチングを施し、さらに金メッキをしたものが取付けられた。
本車は、供奉車の460号・340号・330号・461号と固定編成を組んでおり、一般に「1号編成」と呼ばれている。これらの供奉車は、1931年（昭和6年）から翌年にかけて1号御料車（2代。現・3号）との編成用に製造されたものであるが、本車の落成とともに改装され、460号にディーゼル発電機を設置して20系客車に準じた交流600V/60Hzを供給する給電システムに改めている。
JR東日本は、2007年（平成19年）に1号編成に代わる貴賓用電車E655系と特別車両E655-1を新製し、現在はこれらの車両を用いている。それにともない、供奉車4両を含む1号編成は保留車となっており、東京総合車両センター内の専用車庫に厳重に保管されている。なお、検査も行われていないことから1号編成の出番は今後はないものと思われる。

## 供奉車
供奉車（ぐぶしゃ）とは、お召列車が運転される際、随伴員（宮内庁関係者や警備関係者、鉄道職員など）が乗車する車両のことで、皇室用客車の一種である。
鉄道が開業した当初は、一般営業用客車の中から適宜選定して編成していたが、6号御料車が完成した1910年（明治43年）以降専用の客車が製造されるようになり、宮廷列車編成用車と呼ばれた。また形式称号は、一般用客車のものが付されていた。
供奉車が現在のような番号を付されるようになったのは、1928年（昭和3年）10月の鉄道省の車両形式称号規程改正の際で、11両が供奉車となっている。木造車のうち2軸ボギー車は100番台及び200番台、3軸ボギー車は700番台が付与されている。それ以降に製造された鋼製車は、300番台及び400番台が与えられている。
2025年1月現在、1号御料車と編成を組む4両が、いずれもJR東日本に車籍を有するが、保留車となっている。

### 木製車

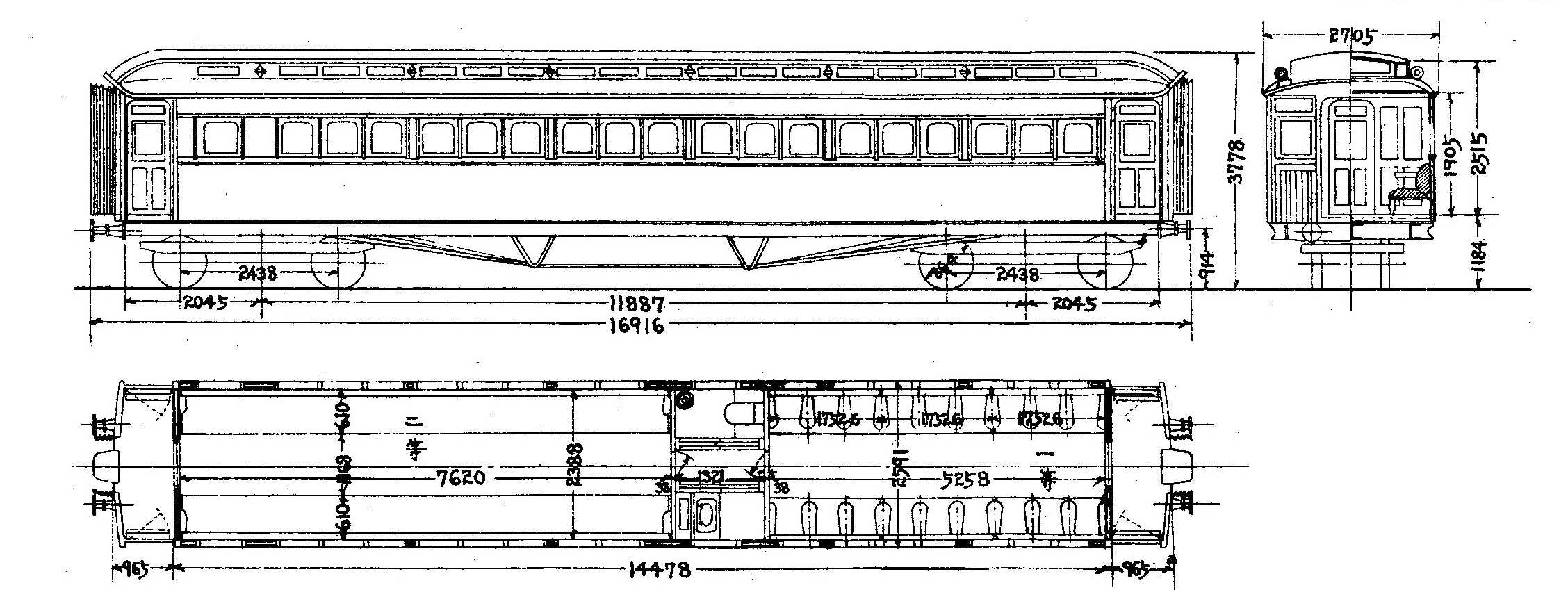
ホイロ5150形（供奉車120号）の形式図

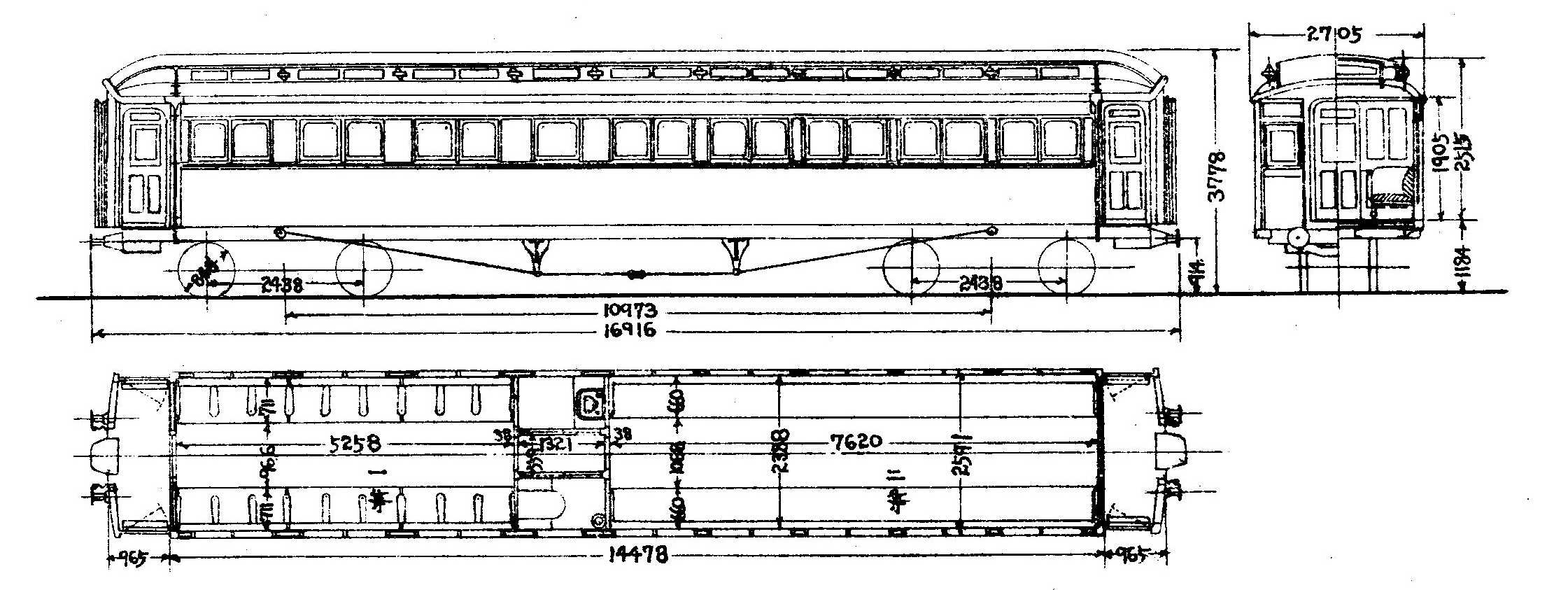
ホイロ5150形（供奉車121号）の形式図

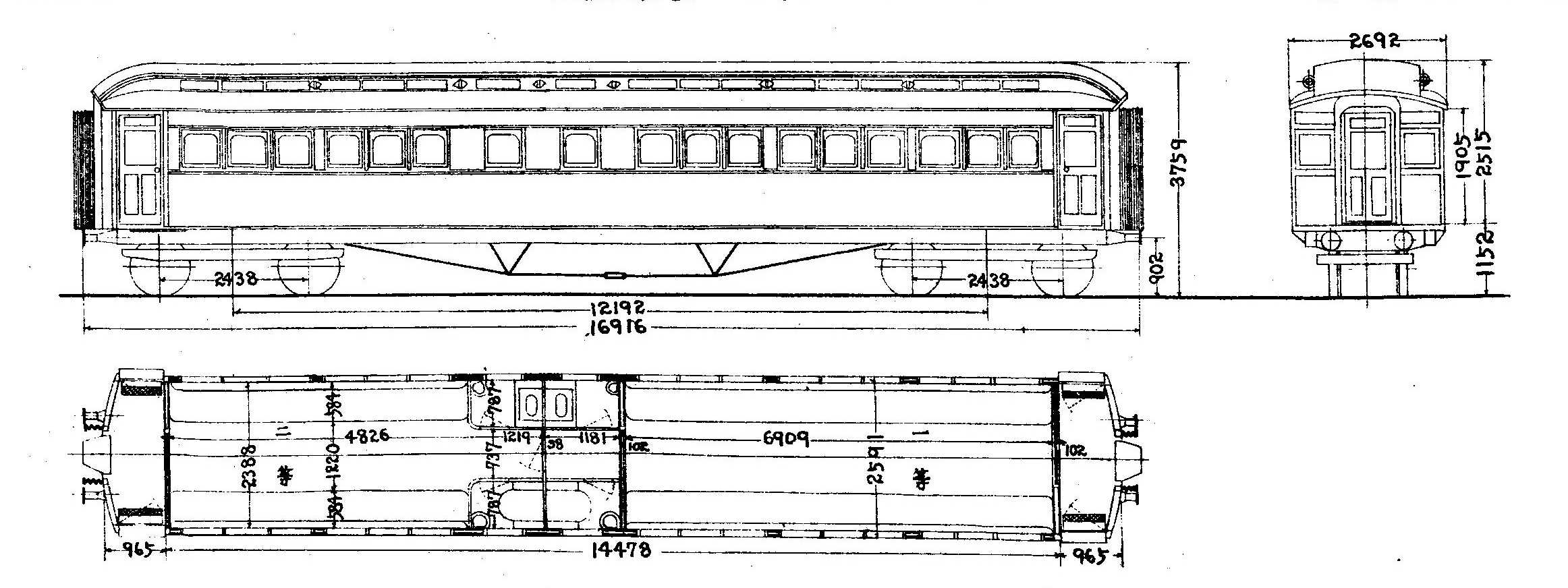
ホイロ5150形（供奉車125号、126号）の形式図

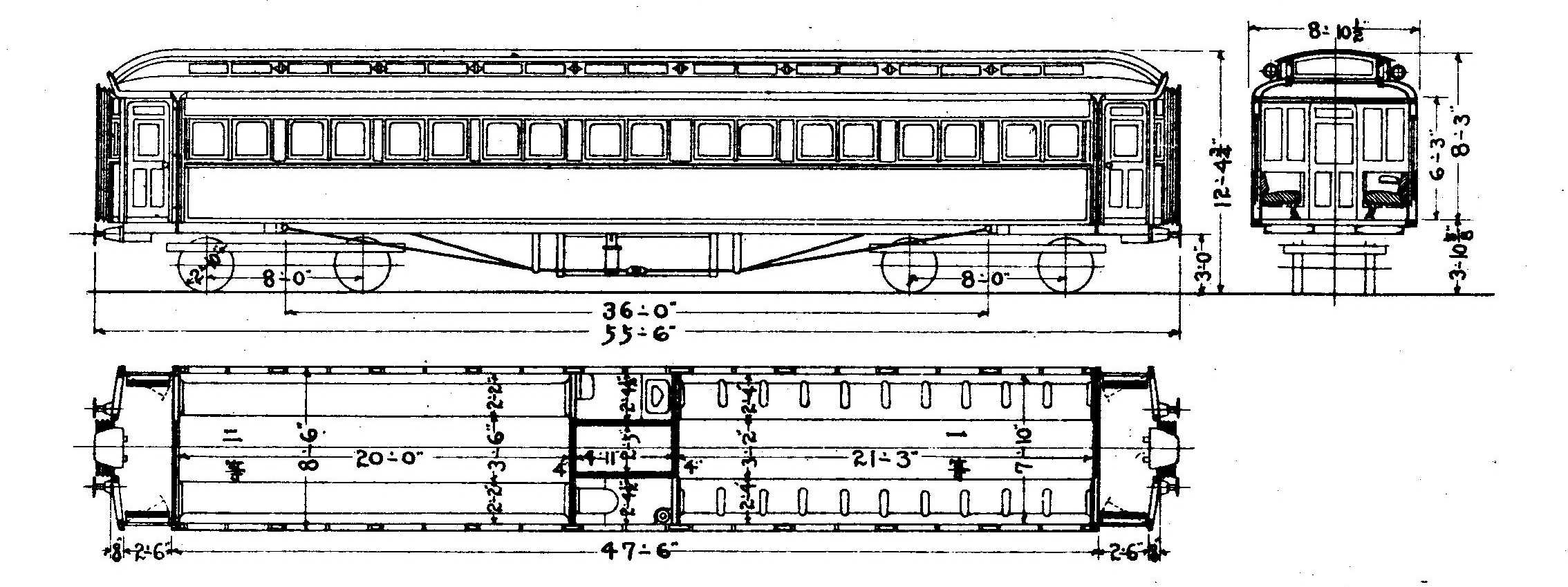
ホイロ5150形（供奉車127号）の形式図

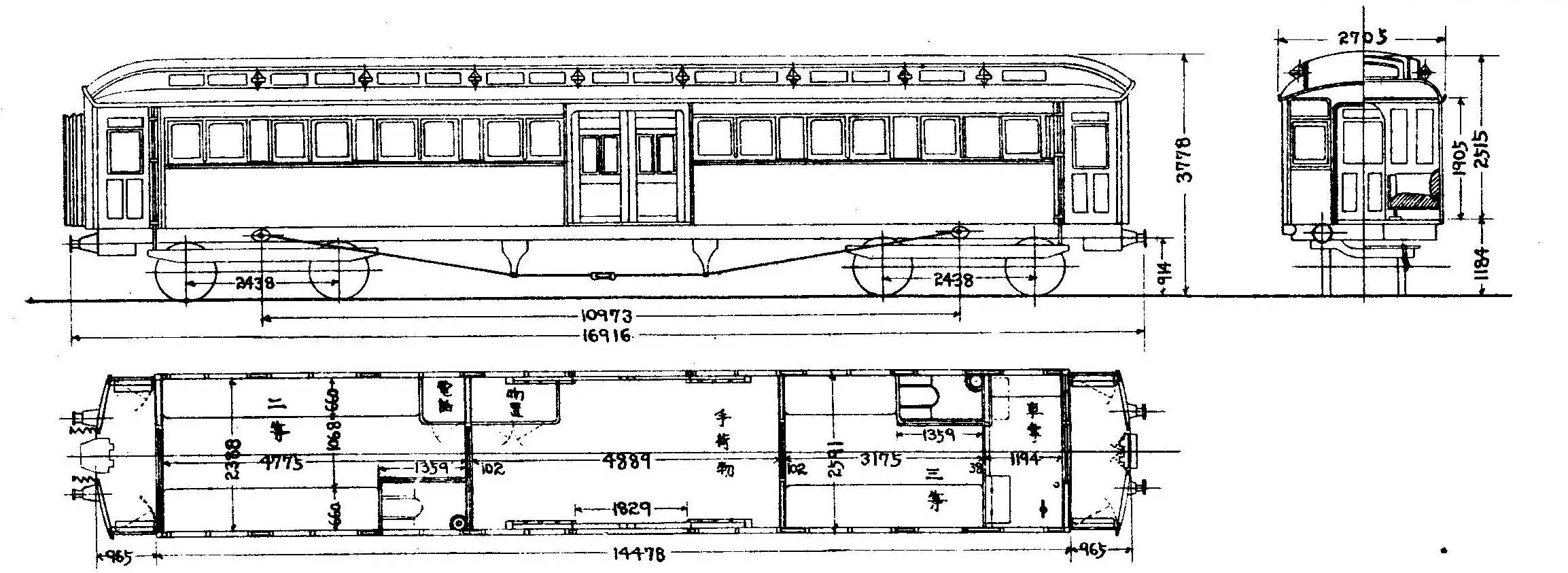
ホロハニ5995形（供奉車230号、231号）の形式図

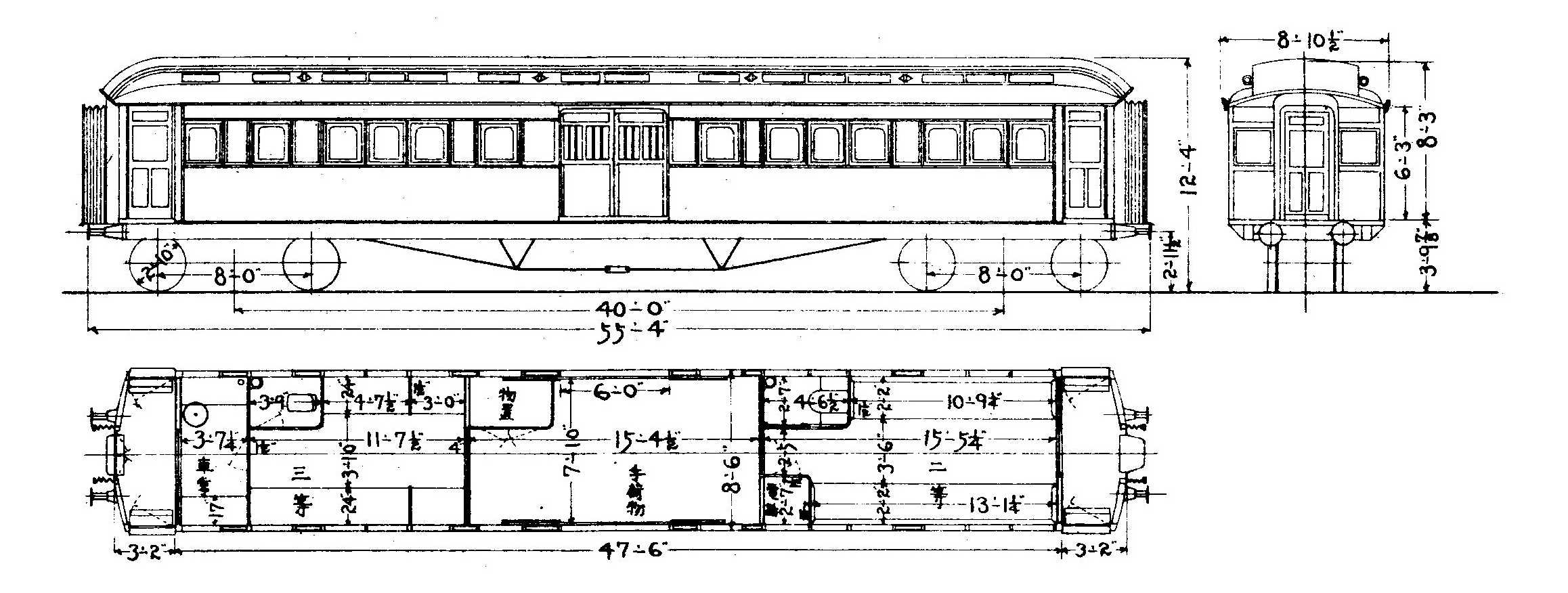
ホロハニ5995形（供奉車235号、236号）の形式図

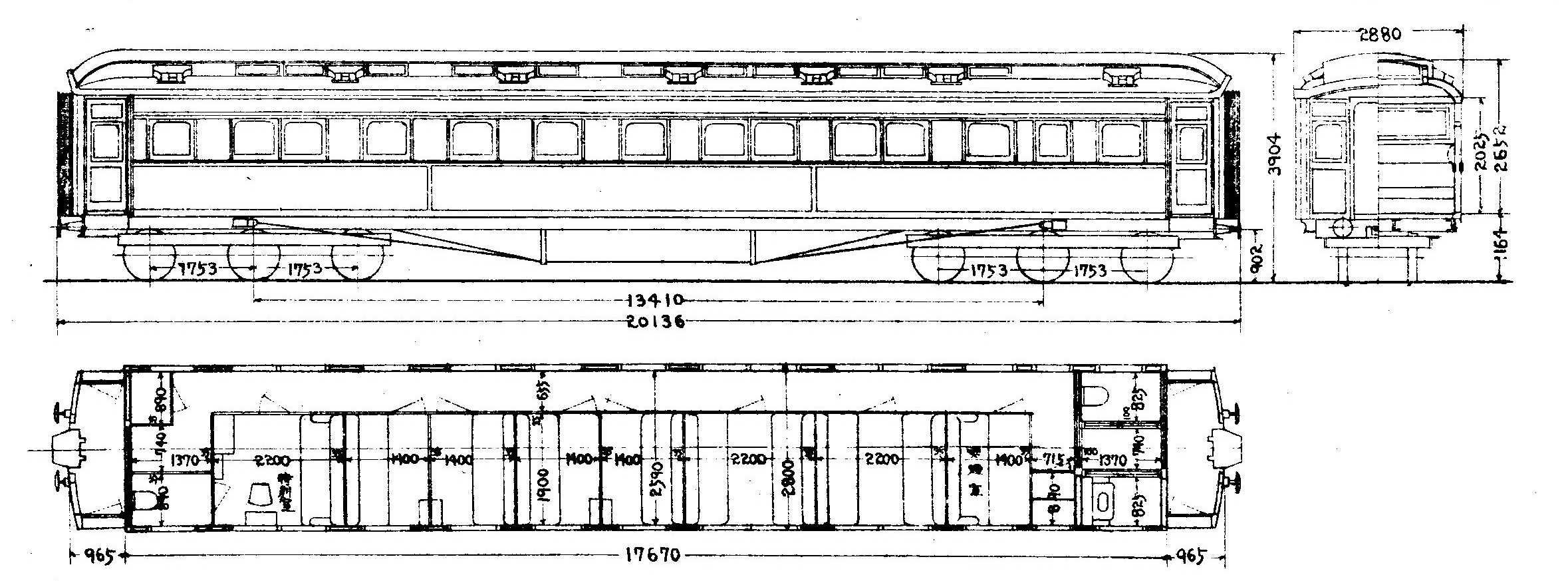
スイネ28100形（供奉車700号）の形式図

前記のように、御料車と編成を組む専用の供奉車が製作されたのは1910年のことである。形態的には、大型に属する700号を除いて鉄道院基本形に属する。これらは1919年（大正8年）、一斉に濃緑色に塗り替えられて青車（あおぐるま）と呼ばれ、1932年（昭和7年）に鋼製の1号御料車（2代）が完成するまで使用された。それ以降は一般用に格下げされ、多くは荷物車や事業用車に改造されていった。

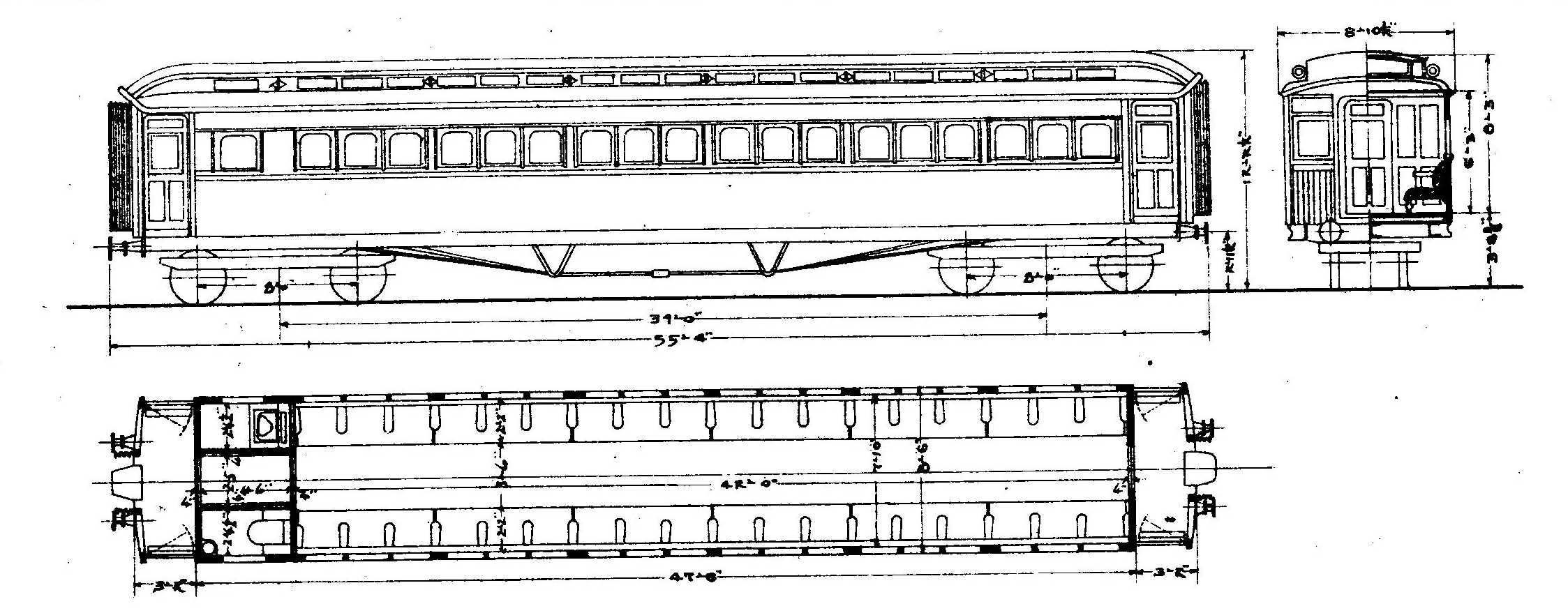
ホイ5100形（供奉車100号）の形式図

ホイ5100（1912年8月・新橋工場製） → 100号
一等車。定員36人。車内は長手椅子。全長16.764m、幅2.705m、高さ3.721m、自重23.20t。
ホロ5555（1912年8月・新橋工場製） → ホイロ5180（1920年11月・大井工場改造）  → ナイロ5180 → 120号 → ナハニ15938（1934年・大井工場改造）
一・二等車。定員一等20人、二等20人。車内は長手椅子。二等席は肘掛けがない。全長16.777m、幅2.705m、高さ3.778m、自重23.63t。
ホイロ7453（1916年2月・大井工場製） → ホイロ5169 → ホイロ5181（1920年11月・大井工場改造） → ナイロ5181 → 121号 → ナハニ15939（1934年・大井工場改造）
一・二等車。定員一等18人、二等30人。車内は長手椅子。二等席は肘掛けがない。全長16.828m、幅2.705m、高さ3.778m、自重25.03t。
ホイロ5350（1910年10月・新橋工場製） → ホイロ5150 → ナイロ5150 → 125号 → ナハニ15940（1934年・大井工場改造）
ホイロ5351（1910年10月・新橋工場製） → ホイロ5151 → ナイロ5151 → 126号 → ナハニ15936（1933年改造）
一・二等車。定員一等24人、二等20人。車内は長手椅子。二等席は肘掛けがない。全長16.408m、幅2.692m、高さ3.759m、自重24.80t。
ホイロ7436（1915年8月・大井工場製） → ホイロ5152 → ナイロ5152 → 127号 → ナハニ15937（1933年改造）
一・二等車。定員一等20人、二等24人。車内は長手椅子。二等席は肘掛けがない。全長16.828m、幅2.705m、高さ3.778m、自重25.00t。
ナロフ5630（1913年3月・日本車輌製） → ホロハニ5997（1921年3月・大井工場改造） → ナロハニ5997 → 230号
ナロフ5631（1913年3月・日本車輌製） → ホロハニ5998（1921年3月・大井工場改造） → ナロハニ5998 → 231号
二・三等荷物車。定員二等11人、三等11人、荷重3t。車内は長手椅子。全長16.815m、幅2.705m、高さ3.778m、自重27.26t。
ホロハニ5995（1910年10月・新橋工場製） → ナロハニ5995 → 235号
ホロハニ5996（1910年10月・新橋工場製） → ナロハニ5996 → 236号
二・三等荷物車。定員二等11人、三等13人、荷重3t。車内は長手椅子。全長16.891m、幅2.705m、高さ3.759m、自重23.90t。
スイネ28110（1922年4月・大井工場製） → 700号 → スイネ27105（スイネ27100形） → マニ29529（1957年4月5日廃車）
一等寝台車。定員一等24人（寝台16人）、特別室1人（寝台1人）、喫煙室3人。全長20.028m、幅2.880m、高さ3.904m、自重34.80t。

### 鋼製車
鋼製の1号御料車（2代）及び2号御料車（2代）製造の際に計画されたもので、1931年（昭和6年）から1933年（昭和8年）にかけて11両が鉄道省の工場で製作された。
車体は鋼製の丸屋根で、同時期に製造された一般用客車（スハ32系）と異なり、妻部の形状は御料車と同じ切妻状となっている。組み立てに皿鋲を使用して外板を平滑化した御料車に対し、通常の丸鋲を使用しており、印象は異なる。外板塗色は、本グループより御料車と同様の深紅色となっている。全長は20m、幅は2.900m、高さは3.83m、車体の両端に出入り台を有し、台車は3軸ボギーのTR73またはTR73Aである。
太平洋戦争後は、お召列車への軍人の乗車がなくなったこともあって所要数が減少し、一部が一般用あるいは事業用に転用された。現1号御料車落成後は2号御料車の使用がほとんどなくなったこともあり、2号編成用の供奉車も国鉄分割民営化直前に廃車され、344号車以外は大船工場で解体された。
2025年1月現在、以下の4両がJR東日本に在籍しており、460 - 340 - 1号御料車 - 330 - 461 の順で連結して使用されていた。
- 460号 - 電源車。2基のディーゼル発電機のほか、技術員室、荷物室、給仕室を持つ。3軸ボギー台車を装着している。
- 340号 - 供奉員の乗車用。1等回転座席16、2等固定座席30を持つ。
- 330号 - 主要な供奉員の乗車用。1等回転座席25と、供進所を持つ。
- 461号 - 鉄道関係者の乗車用。固定座席28（2等席12・3等席16）と、荷物室などを持つ。3軸ボギー台車を装着している。

#### 300形（300,  301）
一等車で、1号編成用として1931年12月に1両（300）が大宮工場で、2号編成用として1933年3月に1両（301）が大井工場で製造された。全室が一等で、1人掛の回転椅子を備えている。後位にトイレ・洗面所を有する。
1955年（昭和30年）10月、外国人観光団体用に転用され、スイ38形（1, 2）となったが、1956年に1が、1957年に2が近代化改造を施行され、マイ38形（1, 2）となった。その際、冷房装置の搭載と給仕室・荷物保管室の設置が行われ、前位側の出入り台が閉塞された。定員は24人となり、自重は1が45.04t、2が47.07tとなった。特急「つばめ」などに増結車として連結され、1956年の東海道本線全線電化開業時には、スハ44形などとともに淡緑色（淡緑5号）に塗り替えられ、「青大将」の一員となった。
1960年（昭和35年）には二等級制への移行によりマロ39形（1, 2）となったが、1962年（昭和37年）に廃車された。

#### 330形（330）

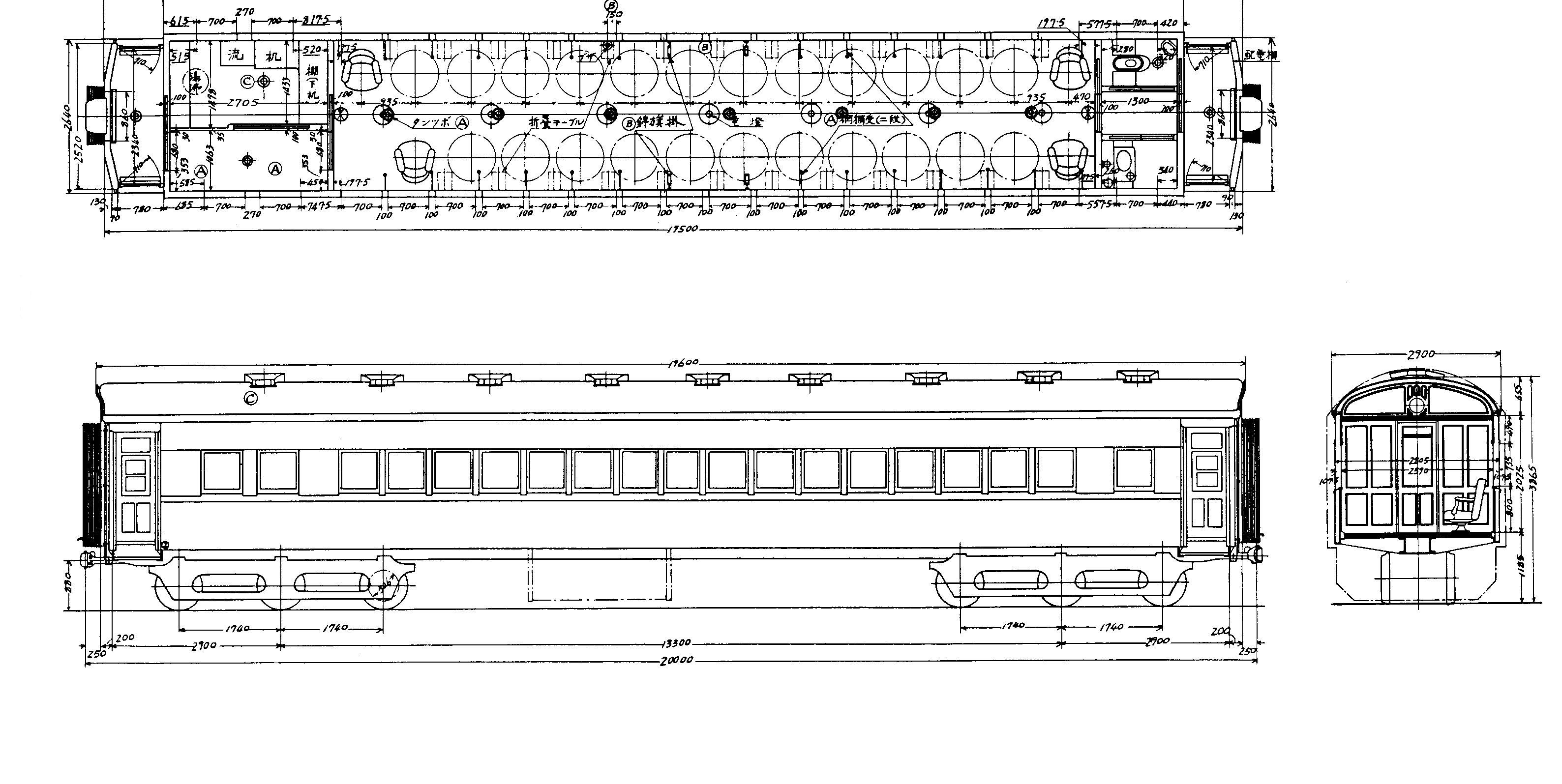
330号（原形）の形式図

一等車で、1号編成用として1931年12月に大井工場で製造された。前位側に供進所（調理室）、後位側にトイレと洗面所を有する。定員は27人、1人掛の回転椅子を備えている。自重は38.7t。
1960年（昭和35年）、1号御料車（3代）の落成にともなって固定編成方式に改造され、その際に床下に冷房装置を搭載し、風道を客室内に立ち上げたことから定員が2名減少し25人となるとともに、外観上も窓が1個埋められている。台車も1号御料車と同じ2軸ボギーのTR65に交換され、自重は38.4tに減少した。

#### 340形（340）

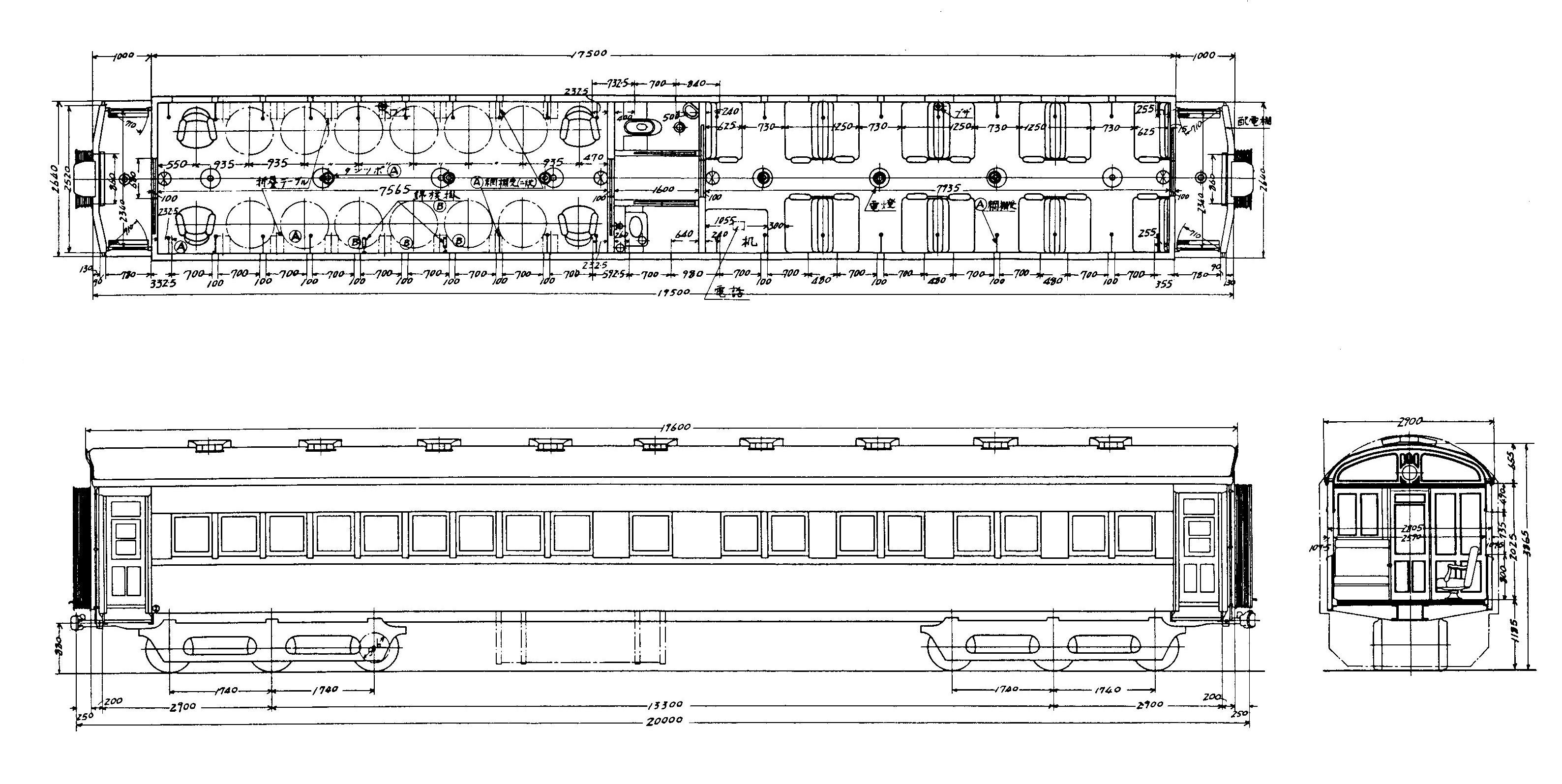
340号（原形）の形式図

一・二等合造車で、1号編成用として1931年12月に大宮工場で製造された。前位寄りに一等室、後位寄りに二等室があり、その中間にトイレ・洗面所がある。定員は一等16人、二等30人で、一等席には1人掛の回転椅子、二等室には固定式のボックスシートを備えている。自重は39.0t。
1960年（昭和35年）、1号御料車（3代）の落成にともなって固定編成方式に改造され、その際に床下に冷房装置を搭載した。台車も1号御料車と同じ2軸ボギーのTR65に交換され、自重は38.1tに減少した。

#### 340形（344）

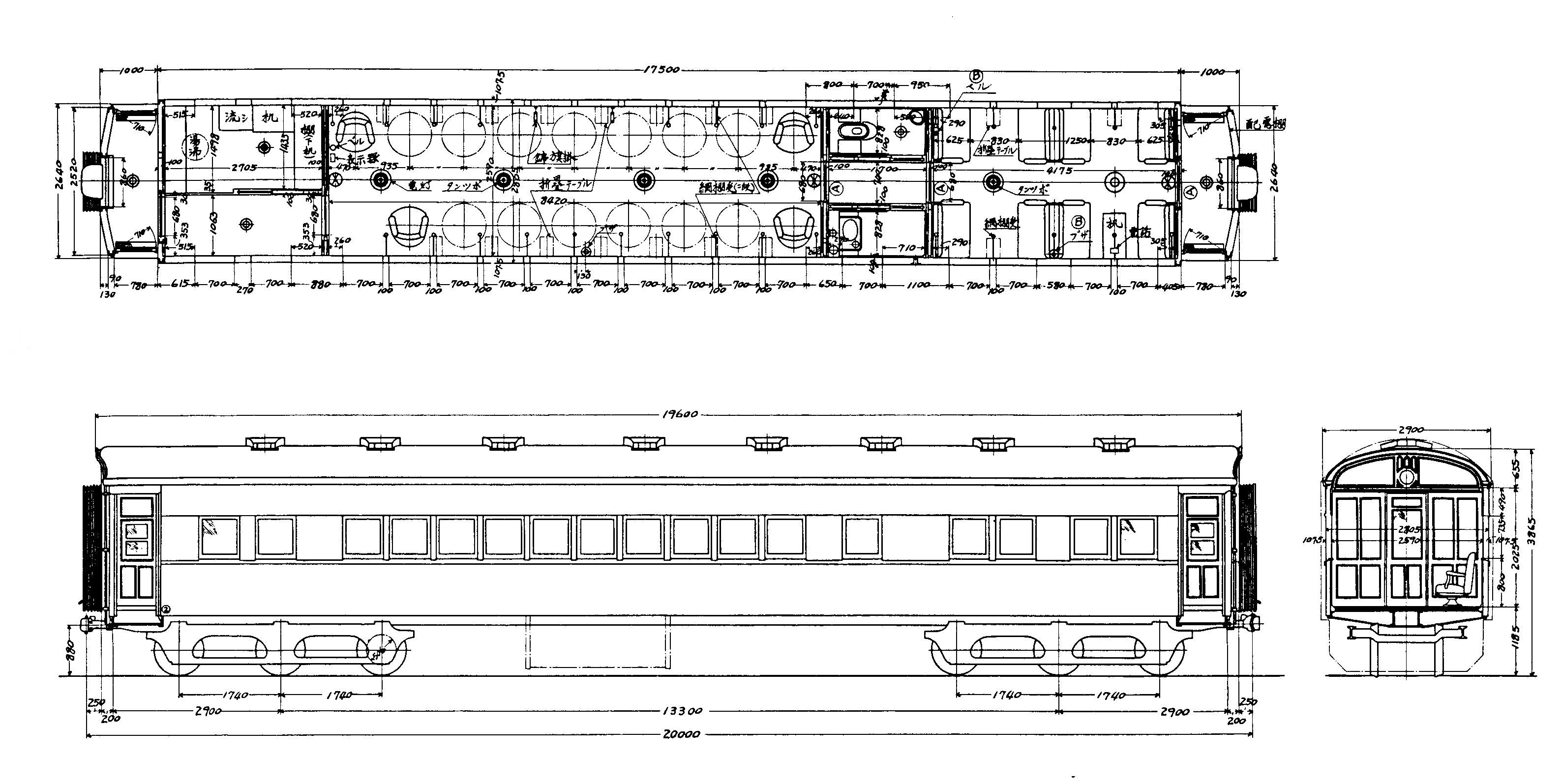
344号の形式図

一・二等合造車で、2号編成用として1932年3月に大宮工場で製造された。前位側に供進所及び一等室、後位側に二等室があり、その中間にトイレ・洗面所がある。定員は一等17人、二等16人で、一等席には1人掛の回転椅子、二等室には固定式のボックスシートを備えている。自重は39.2t。
現1号御料車の落成後は、ほとんど使用されることもなくなり、長らく大船工場に放置されていたが、国鉄分割民営化直前の1986年（昭和61年）に除籍され、現在は大宮総合車両センターに保管されている。

#### 400形（400,  401）

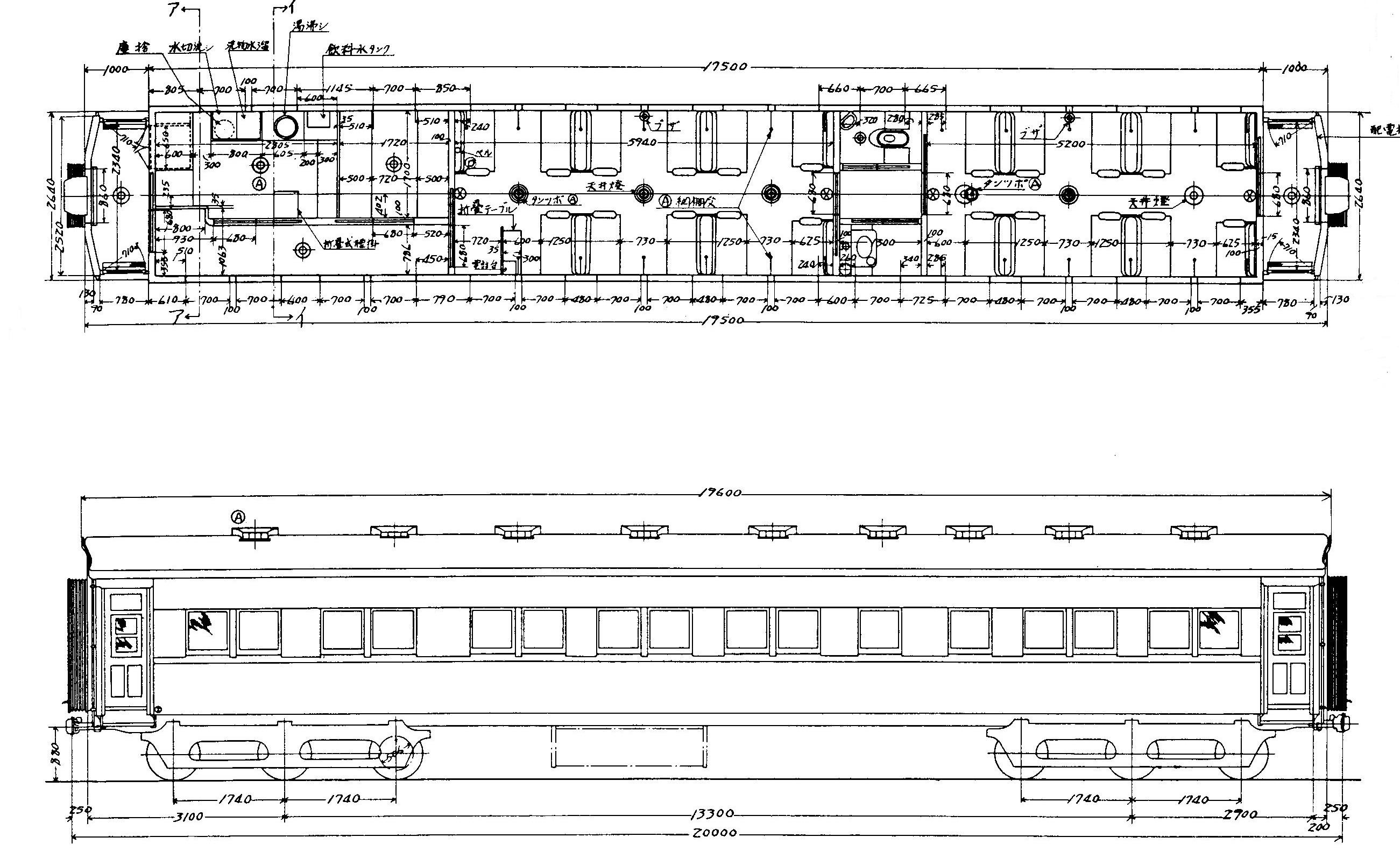
400号（原形）の形式図

二等車で、1号編成用として1931年12月に1両（400）が、2号編成用として1933年3月に1両（401）が、いずれも鷹取工場で製造された。前位から湯沸所、荷物置場、二等室、トイレ・洗面所、二等室に区分されており、定員は42人で、固定式のボックスシートを備えている。自重は400が39.3t、401が39.1tである。
太平洋戦争後、1号編成用の400は余剰となり、1961年（昭和36年）事業用（工事車）に転用され、スヤ39形（21）に改造された。その後、1975年8月5日付けで廃車となっている。
一方、2号編成用の401は、1959年（昭和34年）に大船工場で一等車（335号供奉車）に改造されたが、現1号御料車の落成後はほとんど使用されることもなくなり、1986年に除籍され、後に解体された。

#### 460形（460 - 463）

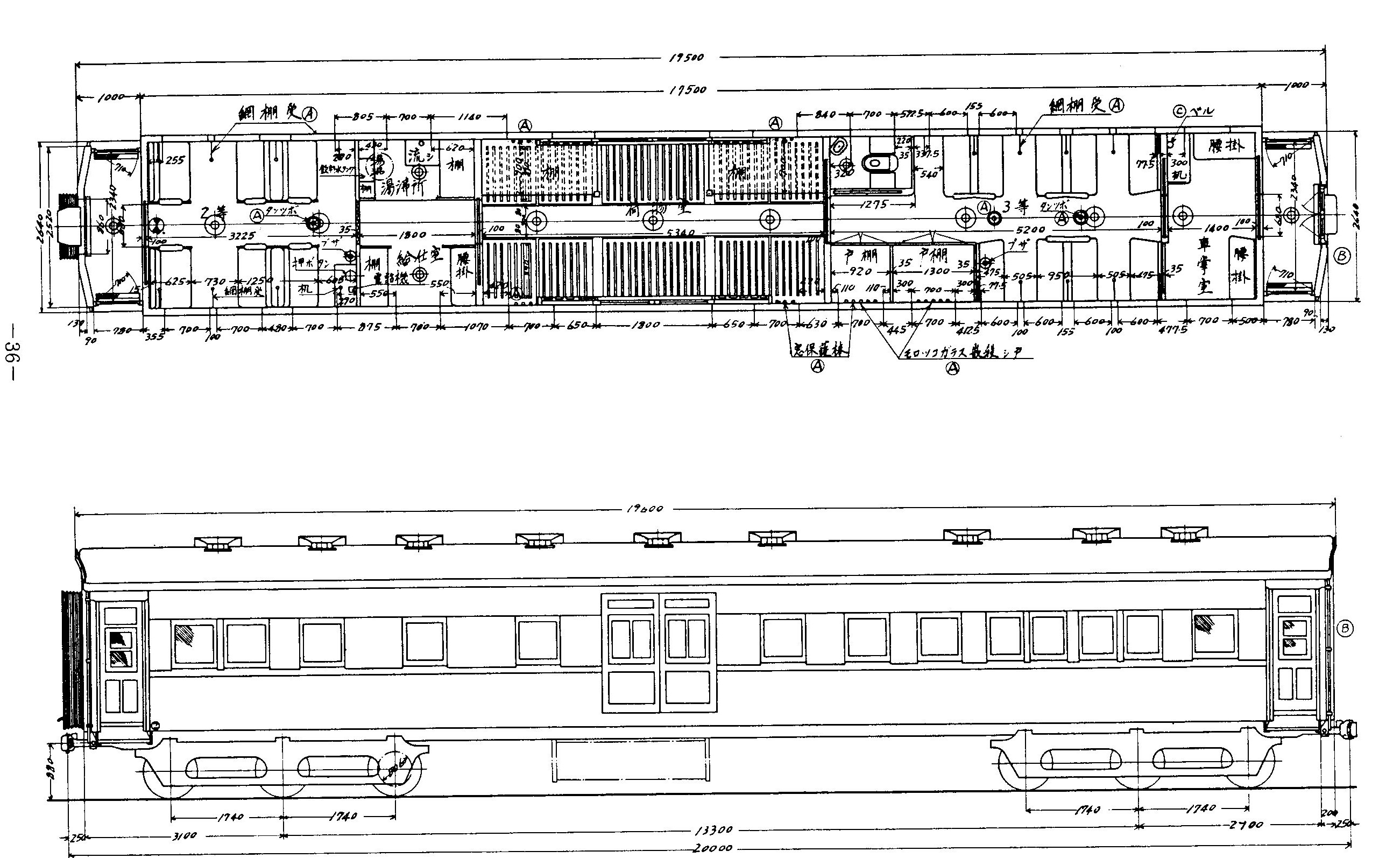
460号（原形）の形式図

二・三等荷物合造車で、1号編成用として1932年3月に2両（460, 461）、2号編成用として1933年3月に2両（462, 463）が、いずれも小倉工場で製造された。前位から二等室、給仕室・湯沸所、荷物室、トイレ、三等室に区分されている。定員は二等12人、三等18人で、いずれも固定式のボックスシートを備えており、荷物室の荷重は3t、自重は38.8tである。
460と461は、1960年（昭和35年）、1号御料車（3代）の落成にともなって固定編成方式に改造され、461は二等室（旧三等室）の定員が16人に減少した程度で大きな改造はなかったが、460はディーゼル発電機を搭載して編成全体の電源をまかなう電源車に改造され、大きく外観が変わった。車内は、前位から給仕室・湯沸室、荷物室、技術員室・トイレ、機械室、車掌室となり、自重は51.6tとなっている。
2号編成用だった462,  463は、長らく大船工場に放置されていたが、国鉄分割民営化直前の1986年に除籍、解体された。

## 霊柩車
皇室用の霊柩車としては、英照皇太后（孝明天皇の皇后）、明治天皇及び大正天皇の大喪の礼の際にそれぞれ新製された3両が存在する。これらには、形式、記号、番号のいずれもが付与されておらず、「霊柩車」が名称であるが、ここでは便宜的に、それぞれ初代、2代、3代と称することとする。
これらの他に、葉山御用邸で崩御した大正天皇の遺体を東京の宮城（皇居の旧称）に還幸させるために、3号御料車（初代）が霊柩車に改造のうえ使用されたが、名称、番号等の変更はなかった。同車は、1951年（昭和26年）の貞明皇后の大葬の際にも13号御料車と改称のうえ、霊柩車として使用されている。

### 初代
本車は、1897年（明治30年）1月11日に崩御した英照皇太后の遺体を、京都郊外の後月輪東山陵に輸送するために仕立てられた霊柩車である。この車両は、鉄道開業時にお召列車が運転された際に明治天皇が御料車として使用した、車体両端部に開放式のデッキを設けた“米国形”サロン車形式Aの後身と考えられている。
当時は東海道線が全通して行幸の距離も伸びており、厠のない近距離用の形式Aは使用が少なくなったため、1889年（明治22年）に皇后および皇太后共用の御召車とされ、1893年（明治26年）には御料車から外されて通常の貴賓車となっていたらしい。それに英照皇太后の崩御が重なったため、この機会に転用が行われたものである。
改造は新橋工場で行われ、妻面に観音開きの扉を設置し、室内の仕切りを一部撤去して霊柩の固定台を設け、壁面は黒紋付綸子または黒紗で覆われ、床には海老色の絨毯が敷かれた。本車は、皇太后の葬儀を京都で行うため、2月2日から3日にかけて大葬列車を組んで使用されている。霊柩車としての使用後は、一般営業用に格下げられ、一等車イ1（後のイ112）となったと推定されている。同車は、1920年（大正9年）6月中に吉野鉄道へ譲渡されている。

### 2代

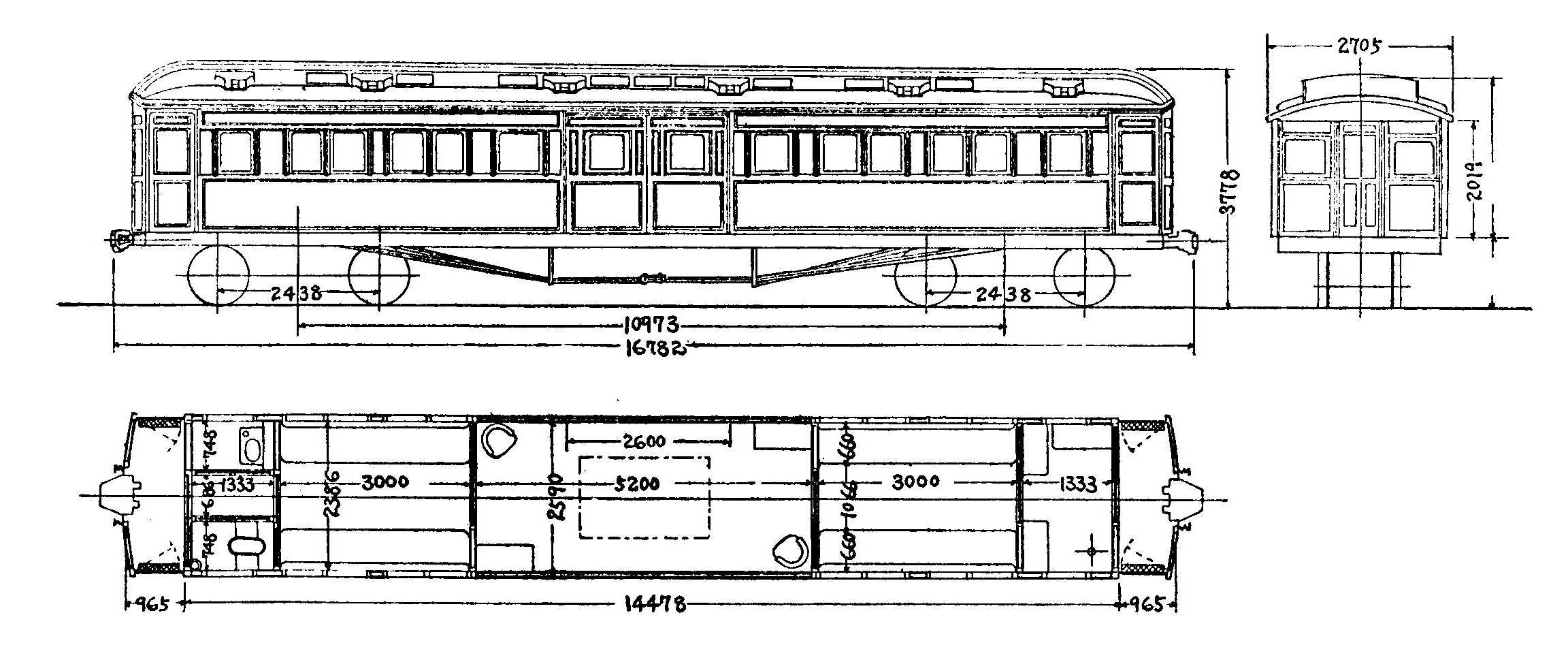
ホイヘ16900の形式図

本車は、1912年（明治45年）7月30日に崩御した明治天皇の大葬の際に、天皇の霊柩を東京から明治天皇の陵として指定された伏見桃山陵に搬送するため、鉄道院新橋工場で製作された霊柩車である。基本構造は、鉄道院基本形に属する。
車体は木造で、車体中央部に両開きの大きな引戸が設けられており、内部には霊柩を固定するための台が設けられている。霊柩は移動用のレールに載せられて移動し、車内に設けられた台上で回転させ、固定される。
1912年9月14日に霊柩車含め7両編成の霊柩列車、8両編成の第一供奉列車と第二供奉列車が青山仮停車場から桃山仮停車場まで運行された。
1914年（大正3年）の昭憲皇太后の大葬の際にも使用され、1914年5年25日に霊柩車含め7両編成の霊柩列車、8両編成の第一供奉列車と第二供奉列車が原宿仮停車場から桃山仮停車場まで運行された。
その後大井工場で保管されたが、1925年（大正14年）に一等病客車（ホイヘ6070）に改造され、1928年（昭和3年）にホイヘ16900に改番された後、二等病客車（ナロヘ16900）に格下げされた。改造後の形式図によれば全長16.78m、自重25.7tの2軸ボギー車、中央の扉の幅は2600mmである。

### 3代

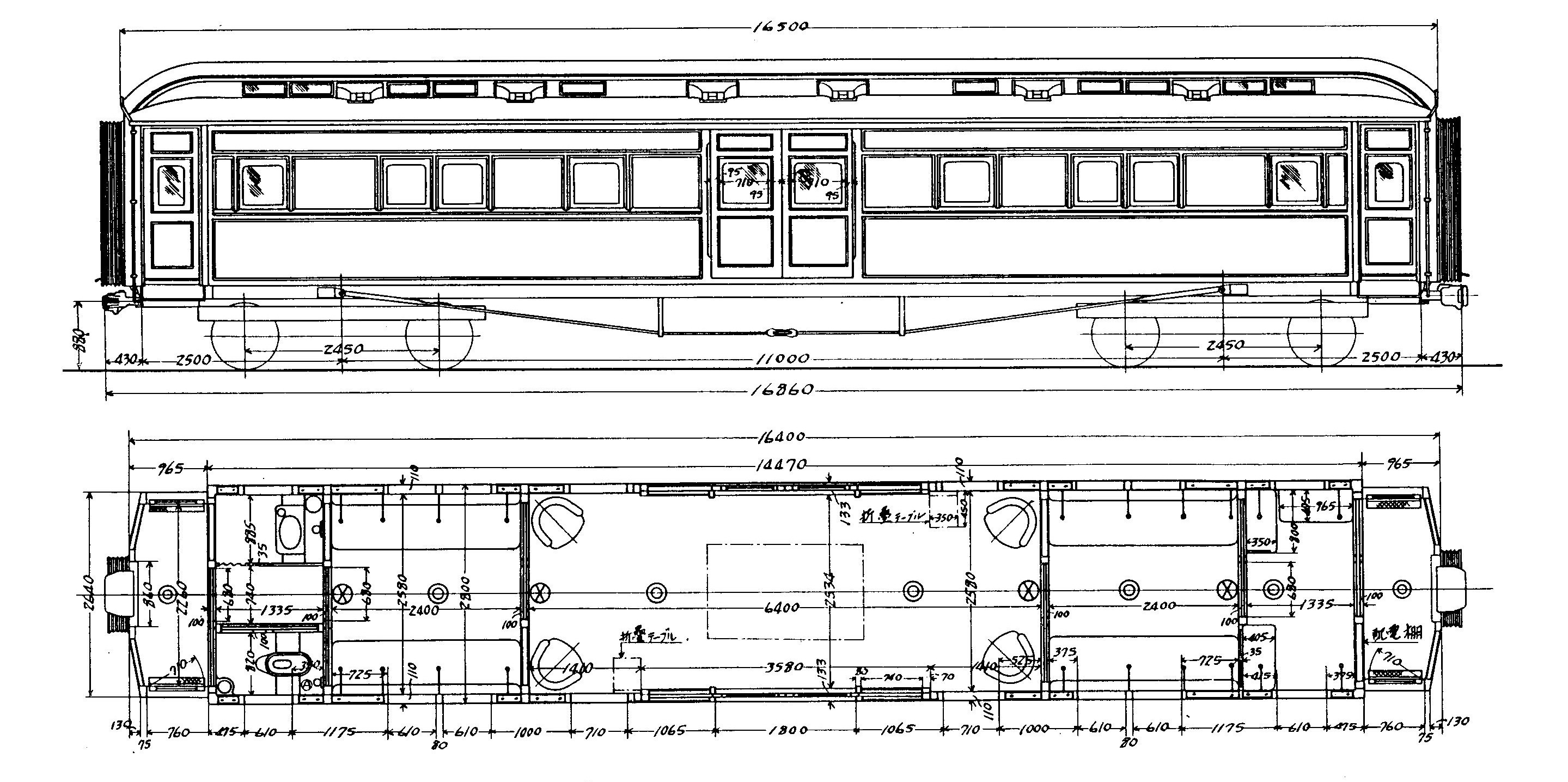
オイヘ26900の形式図

1926年（大正15年）12月25日に崩御した大正天皇の大葬の際に、製造中の客車を大井工場で改造して製作されたもので、形態的には大型客車（22000系）に属する。
3号御料車の改造計画とほぼ同時に計画されたもので、車両の性格上、車体中央部に大きな開口部を設ける必要があることから、床下にトラスロッドを有する旧設計の未成郵便荷物緩急車の台枠と台車を流用することとして製作期間の短縮を図っており、翌1927年（昭和2年）1月20日になり落成した。
あくまでも大喪の礼に合わせて製作されたもので、崩御直後の1926年（昭和元年）12月27日、逗子駅から原宿駅間で運行された「御霊柩列車」には使用されていない。
車体は木製で、全長16.86m、大正14年式の2軸ボギー台車を装着し、車体の中央部の片側に幅3200mmの扉を設けた。
奉安室内はヒノキの白木造りで、床面には霊柩安置の際に使用するガイドレールを設置した。四方のカーテンは羽二重で金具類は全て銀製。釘隠しも菊の銀細工が用いられた。床は草色の絨毯が使用されている。
外板塗色は、御料車と同様の深紫色の漆塗りで、羽目板は継ぎ目を見せない平滑な横張りとしている。
1927年2月7日に挙行された大正天皇の大葬後は、2月13日から4月4日までの48日間、東浅川駅に据え置いて一般の拝観に供した。その間の拝観者数は、63万9千人に達したという。
1933年（昭和8年）、一等病客車オイヘ26900に改造された。定員16人、自重34.86t。同車は、1949年（昭和24年）10月に鋼体化改造され、オハ60 5となった。

## 賢所乗御車
1915年（大正4年）に行われた大正天皇の御大礼（即位式）の際に、賢所（御神体）の輸送用に製作された車両である。この車両には霊柩車同様、形式、記号、番号のいずれもが付与されていない。1928年（昭和3年）の昭和天皇の御大礼の際にも使用された。

## 旧外地皇室用客車

### 台湾鉄路管理局SA4101

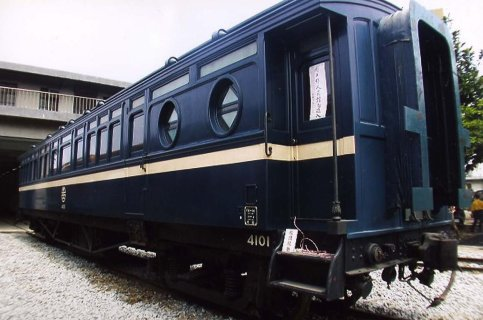
台鉄SA4101

1912年に台湾総督府鉄道トク2として製造された木造ボギー車である。元々皇太子嘉仁親王の台湾視察に供するため製作されたものだが、明治天皇の崩御により、10年後の皇太子裕仁親王の台湾視察の際に、ようやくお召し列車として運用された。皇太子専用車両であり、朝鮮皇太子李垠も乗車したことがある。戦後は内装の一部改装が行われ、蔣介石専用の「花車」SA4101となり、蔣介石の福隆への行楽などに何度か使用された。1968年、新しい空調付き特別車が完成したことにより、この車両は予備車となるが、今までも特殊車両として大切に保管されている。

### 台湾鉄路管理局SA4102

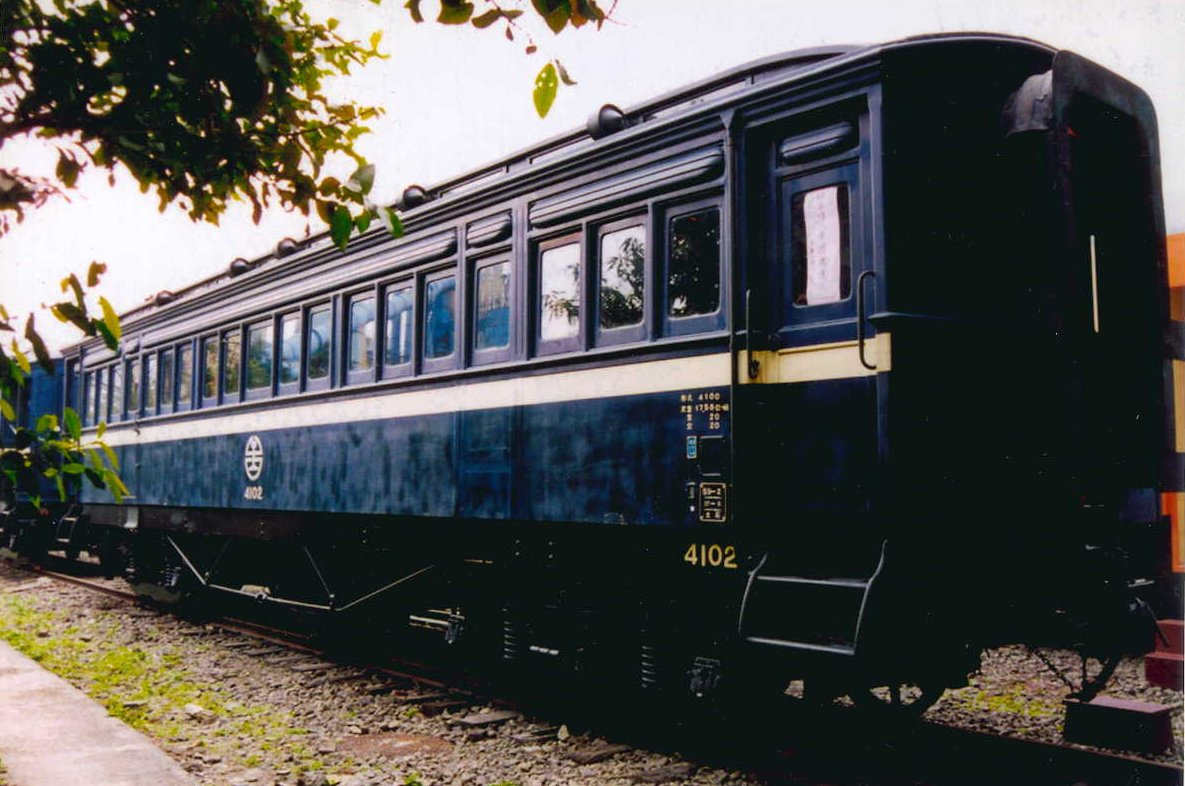
台鉄SA4102

1904年にトク1として製造された。皇族用車両ではなく、台湾総督など要人用の特別車両である。戦後はトク2同様に一部改装が行われ、宋美齢専用の「花車」SA4102となった。

## 記念切符
- 1976年、国鉄は天皇ご在位五十年を記念した記念切符を発売。1号御料車（初代）、12号御料車、3号御料車（3代）、1号御料車（3代）を印刷した急行券4枚で、全国主要46駅で約30万枚が用意された[24]。
- 1986年、近畿日本鉄道は天皇在位六十年を記念した記念切符を発売。1932年（昭和7年）に、お召し電車として使用された300形電車の外観と車内の写真が配されたデザインであった[25]。